# Renaissance

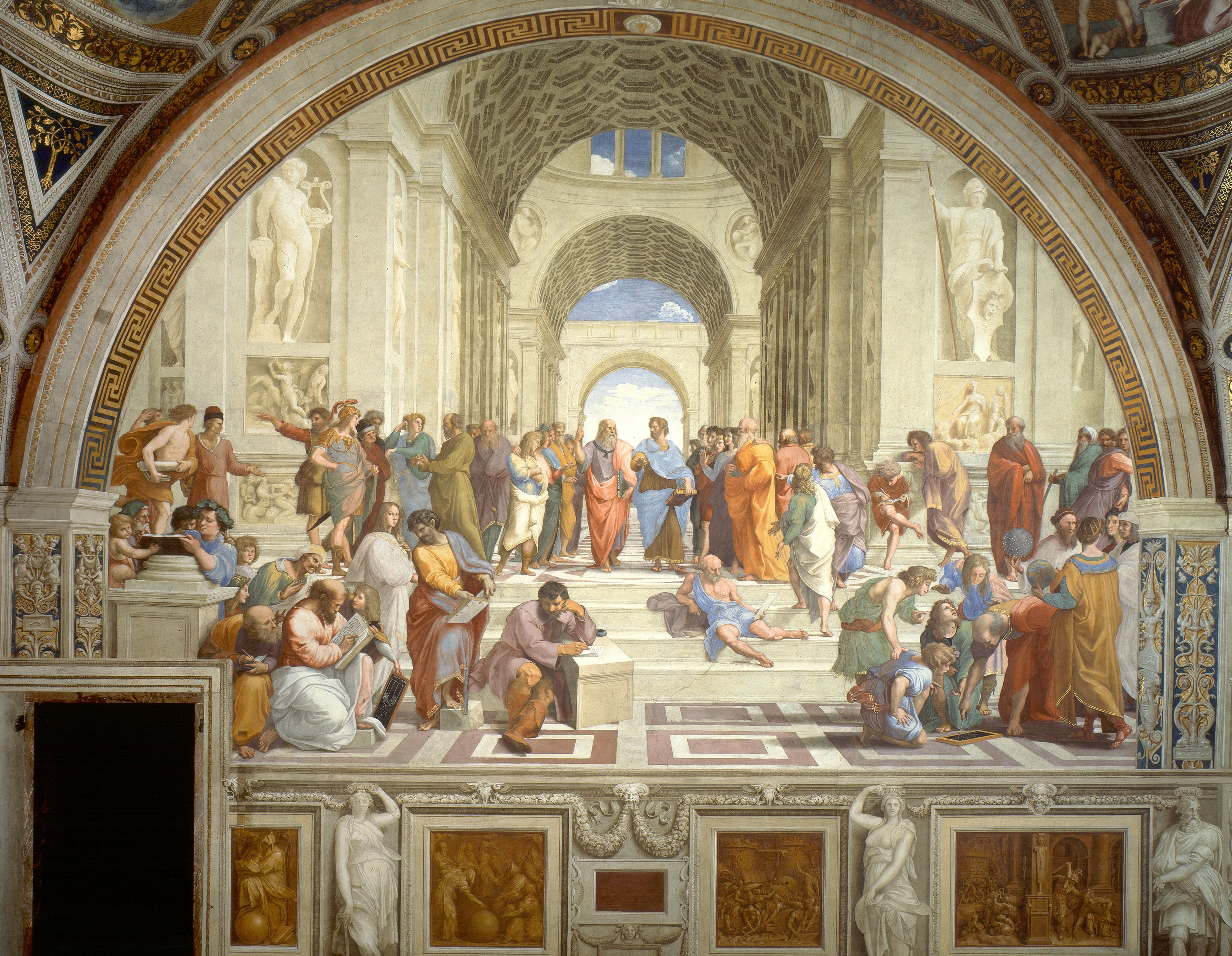
Rafael, De School van Athene

De renaissance (letterlijk: wedergeboorte) is een periode in de Europese cultuurgeschiedenis die volgde op de middeleeuwen. De term kwam in de negentiende eeuw ook in omloop als historisch periodebegrip. De renaissance als laatmiddeleeuwse culturele beweging begon in Italië in de veertiende eeuw (trecento) en verspreidde zich in de volgende eeuwen over het grootste deel van Europa.
De Italiaanse humanisten die de term rinascita (Frans: renaissance) introduceerden, meenden dat na een periode van verval, de middeleeuwen, een nieuwe gouden eeuw was aangebroken, die niets minder was dan een wedergeboorte van de verworvenheden van de klassieke oudheid. De acceptatie van renaissance als periodebegrip had niet alleen te maken met de herleving van de klassieke oudheid en de wijze waarop deze periode werd gecontrasteerd met de tijd die daaraan voorafging. De term verwijst ook naar de geboorte van belangrijke nieuwe ontwikkelingen in deze periode, zoals de teloorgang van het feodale stelsel, de ontdekking van nieuwe continenten, het copernicaanse stelsel in de astronomie en de uitvinding of introductie in Europa van drukpers, papier, kompas en buskruit. Moderne historici zien echter op heel wat gebieden geen scherpe breuk met de middeleeuwen, en benadrukken dat er eerder sprake was van continuïteit en verdere ontwikkeling van processen die al in de middeleeuwen waren begonnen.
Een geromantiseerde visie op de renaissance als wedergeboorte van kunsten en letteren wekt de indruk dat het een periode was van ongestoorde vrede en vooruitgang. Niets is minder waar. Zo woedde er tijdens de renaissance in Europa de Honderdjarige Oorlog (1337–1453) tussen Engeland en Frankrijk, en het politieke landschap werd als gevolg van oorlogen, koninklijke huwelijkspolitiek (bijvoorbeeld de eenwording van de monarchie Spanje in 1479 onder Ferdinand II van Aragon en Isabella van Castilië), ontdekkingsreizen en grote veranderingen in handel en economie ingrijpend gewijzigd. Het was ook een tijd van gruwelijke godsdienstconflicten, die uiteindelijk zouden uitmonden in de reformatie en een verdeling van Europa in twee helften met verschillende en elkaar vijandig gezinde religies. Heksenvervolgingen bereikten, niet tijdens de middeleeuwen, zoals vaak wordt gedacht, maar tijdens de renaissance een verschrikkelijk hoogtepunt, en de Spaanse Inquisitie zorgde voor de verdrijving van alle Joden en Moslims uit Spanje in 1492. Als gevolg van de ontdekkingsreizen, en met name van de stichting van Europese handelsposten in West-Afrika, floreerde ook de trans-Atlantische slavenhandel. Onder meer door deze tegenstellingen groeit onder moderne historici het inzicht dat het hele concept van een renaissance na de duistere middeleeuwen bijzonder problematisch is.

## Gebruik van de term

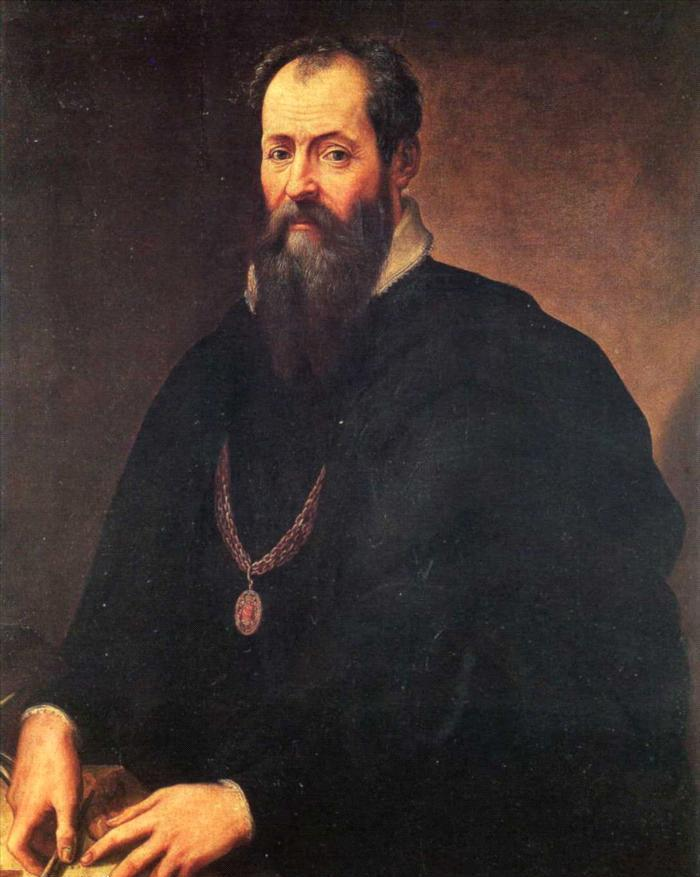
Zelfportret van Giorgio Vasari

Het Franse woord renaissance betekent wedergeboorte. Het Italiaanse equivalent hiervan is rinascita, een begrip dat Giorgio Vasari in een voorwoord op zijn Vite gebruikt, waarmee hij een wederopbloei van de cultuur van de klassieke oudheid bedoelt. Volgens hem is deze wedergeboorte (van de schilderkunst) te situeren in het Toscane van omstreeks 1300, met name in het werk van Cimabue en vooral Giotto. Het idee van wedergeboorte (renaissance) is al terug te vinden in geschriften daterend uit de periode volgend op 1340. Bedoeld werd dat de poëzie met Dante en de schilderkunst met Giotto opnieuw geboren waren. In de daaropvolgende eeuwen zou het idee van wedergeboorte onder meer ook toegepast worden op architectuur, beeldhouwkunst en filosofie.
In overeenstemming met de algemene scepsis over afgebakende periodiseringen is er veel discussie onder hedendaagse historici die reageren op de verheerlijking van de renaissance en zijn individuele cultuurhelden. Zij zetten vraagtekens bij het nut van de term renaissance als historische afbakening. De opvatting van de renaissance als aanduiding van een periode van bloei van kunsten en wetenschappen bleef overeind tot in de negentiende eeuw toen de kunsthistoricus Jacob Burckhardt in zijn in 1860 verschenen boek Die Kultur der Renaissance in Italien de definitie veel ruimer ging opvatten. De Italiaanse renaissance zag hij in dat werk als een breuk met de middeleeuwen en het begin van de Nieuwe Tijd. Meer en meer lijkt echter het standpunt terrein te winnen dat er geen sprake is geweest van een bruuske overgang van middeleeuwen naar renaissance.
De kritiek van latere historici op Burckhardts visie kwam uit verschillende hoeken:
- de mediëvisten betoogden dat de echte renaissance al begonnen was in de twaalfde eeuw, ook renaissance van de twaalfde eeuw genoemd. Deze Italiaanse renaissance was niet zo uniek.[3] Eind achtste eeuw, begin negende eeuw was er namelijk al sprake van een Karolingische renaissance, een onder het bewind van de Karolingers vallende bloei van letteren en kunsten, en in de tweede helft van de tiende eeuw vond de Ottoonse renaissance plaats
- sociaal-economische historici onthulden dat die renaissance de gewone man onberoerd had gelaten en vooral een zaak van de elite was geweest. Ook economisch was het niet zonder meer een periode van hoogconjunctuur te noemen[3]
- de Leidse historicus Johan Huizinga was van oordeel dat de renaissance wat Noord-Europa betrof niet zozeer het begin van iets nieuws was geweest, maar eerder het verdwijnen, wegslijten van middeleeuwse culturele vormen[3][4]
- de historicus Peter Burke stelt zich ook vragen over de waarde van renaissance als periodebegrip. In zijn boek The Renaissance (1987) neemt hij duidelijk afstand van de renaissance als gouden tijdperk van de cultuur. Hij wijst erop dat Burckhardt de zelfverheerlijkende visie van geleerden en kunstenaars uit die periode kritiekloos had overgenomen.[3]

Als gevolg van deze revisionisten dreigde de term renaissance onder historici in onbruik te raken. Sommigen riepen op om een einde te maken aan het gebruik van de term, die zij zagen als een product van presentisme – het anachronistisch gebruik van de geschiedenis om moderne idealen te verheerlijken. Andere historici, zoals Emmanuel Le Roy Ladurie bestuderen eerder de samenhang en continuïteit van de lange periode tussen ongeveer de elfde en negentiende eeuw, een benadering die bekend werd als het concept van de longue durée.

## Kenmerken
Het is niet eenvoudig om de wezenlijke kenmerken van de renaissance te benoemen. De humanisten meenden dat de cultuur van de antieken tot nieuw leven kwam. Jacob Burckhardt benadrukte vooral de breuk met de middeleeuwen en het vernieuwende karakter van de Renaissance. Latere historici kregen meer oog voor de continuïteit met de middeleeuwen enerzijds, en de minder positieve aspecten van de renaissance anderzijds. Vaak genoemde kenmerken zijn het idealiseren van de klassieke oudheid, het proces van secularisering, de verheerlijking van het individu en het realisme in de beeldende kunst.

### Wedergeboorte van de klassieke oudheid

Sandro Botticelli, De Geboorte van Venus, 1485

De geleerden die de term renaissance bedachten meenden een wedergeboorte van de cultuur van de antieken te beleven. Giorgio Vasari (1511–1574) ziet sinds de tijd van de barbaren een opgang van de moderne stijl in drie etappes, waarbij hij met minachting verwijst naar de Griekse (Byzantijnse), en naar de Duitse (gotische) stijl.
De renaissance lijkt vaak een breuk met de middeleeuwse traditie die gelegitimeerd wordt door te suggereren dat men terugkeert naar een nog oudere traditie, die van de klassieke oudheid. Aan de middeleeuwers verwijt men dat juist zij met de antieke traditie gebroken hebben. Hiermee kan de renaissance als historiserende vormgeving worden beschouwd.
Het concept middel-eeuwen is dan ook bij uitstek het product van de renaissance. De traditie om de geschiedenis van Europa in drie perioden onder te verdelen, oudheid, middeleeuwen en nieuwe tijd, is tijdens de renaissance ontstaan.
De bewondering en navolging van de antieke cultuur is wellicht het meest in het oog springende kenmerk van de renaissance. Een bewondering voor de politiek van het oude Rome had geleid tot een bewuste nabootsing van zijn cultuur.
Overigens viel het de Italiaanse kunstenaars niet zwaar de gotische traditie af te wijzen: die was er sowieso nauwelijks geworteld. Wel bleven er veel meer invloeden van het christendom een rol spelen dan men bij oppervlakkige beschouwing zou denken. Christelijke motieven blijven tot ver in de moderne tijd de kerken en privékapellen sieren, en in de filosofie is het humanisme nog lange tijd niet gewapend tegen het bastion van de scholastiek.
In werkelijkheid was de renaissance in veel opzichten zowel een voortzetting van als een breuk met de middeleeuwen. In Italië in het algemeen, en in de stad Florence in het bijzonder, wordt in de vijftiende eeuw een levenshouding manifest die duidelijk afwijkt van de op het hiernamaals gerichte mentaliteit van de middeleeuwen. Het is tijdens diezelfde vijftiende eeuw, ook wel quattrocento genoemd, dat de Italiaanse renaissance haar hoogtepunt bereikt.
De betekenis van de renaissance moet overigens niet worden overschat. De politieke structuur van Europa, zijn talen en nationale culturen, het recht en zijn economische organisatie zijn alle het product van de middeleeuwen.

### Secularisering

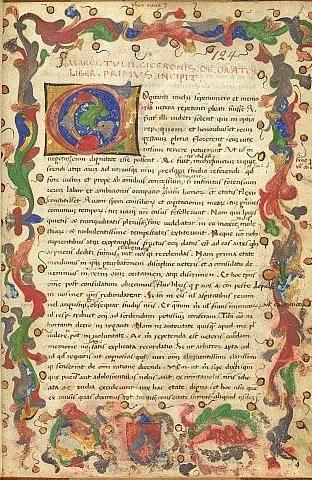
Eerste pagina van een vroeg-vijftiende-eeuws handschrift van Cicero's De oratore, Noord-Italië. Cicero was het grote voorbeeld van de humanisten

De invloed van de renaissance deed zich vooral gelden waar het ging om het denken en voelen van de elite. De intellectuele elite ontwikkelde een levensstijl die zich aan het religieuze onttrok. Dit proces wordt secularisering genoemd. De nieuwe, seculiere levenssfeer werd vooral zichtbaar gemaakt in de kunsten en de letteren. Centraal stonden vragen op het gebied van de moraal en de vraag naar de plaats van het individu in de samenleving. De betekenis van de renaissance wordt hoofdzakelijk zichtbaar in de sterk veranderende opvattingen op het gebied van smaak en stijl, fatsoen en decorum, opvoeding en onderwijs.
Vele middeleeuwse – christelijke – waarden werden in twijfel getrokken. Waar de middeleeuwers armoede, contemplatie en kuisheid hadden verheerlijkt, spoorde de renaissancegeest aan om bezit te verwerven, actief deel te nemen aan het maatschappelijk leven en van het leven te genieten. Het middeleeuwse mensbeeld was fatalistisch en pessimistisch: de mens was zondig en afhankelijk van de genade Gods.
De renaissance plaatste hier een optimistisch mensbeeld tegenover dat zich ook manifesteerde in de kunst. Terwijl in de middeleeuwen artistieke creatie zich in wezen wendde tot de christelijke religie, beeldde de renaissancekunst humanistische thema's uit zoals tolerantie, vrijheid van gedachte, vrede, onderwijs ter ontwikkeling van het individu, en de mythologie uit de oudheid. Dat vermogen tot zelfontwikkeling en zelfbeschikking stond centraal in het opvoedingsideaal van de humanisten. De vrijwel onbegrensde mogelijkheden van het menselijk vernuft werden benadrukt. De afhankelijkheid van de clerus wat betreft het zielenheil was geen vanzelfsprekendheid meer.
Dit verschil kan duidelijk worden gezien in de verschillende levensmotto's. Zo is het levensmotto van de mensheid in de middeleeuwen: memento mori, een Latijnse spreuk die ruw vertaald kan worden naar: gedenk te sterven. Middeleeuwers hielden zich veel bezig met de dood: ze moesten goed leven en veel biechten zodat, als de tijd zou komen, ze volledig waren voorbereid op de dood en in de hemel terecht zouden komen. Hiertegenover staat het motto van de renaissance: Carpe diem, vertaald naar pluk de dag: een mens moest proberen het beste van zijn leven te maken.
Dat de renaissance meer seculier was dan de middeleeuwen mag ons echter het grote aantal religieuze schilderijen niet doen vergeten dat tijdens de renaissance werd geproduceerd. Zoals altijd bestonden het oude en het nieuwe immers naast elkaar. Dit kon leiden tot conflicten tussen bevolkingsgroepen en – op individueel niveau – tot psychische spanningen.

### Individualisme;virtù
Binnen de relatief kleinschalige Italiaanse stadstaten speelden individuele burgers een belangrijke rol. Vooral in steden met een republikeins karakter, zoals Florence, waren welgestelde burgers actief bij de politiek betrokken. De opvattingen van Cicero, die de nadruk legde op de plicht van individuele burgers om de gemeenschap te dienen, waren in deze context van grote invloed.
Van mannen werd verwacht dat zij het lot naar hun hand zetten. Er ontstond een verering van het individu, van grote mannen die zichzelf onderscheidden van hun omgeving. Een dergelijke man, die zijn rivalen overtrof, bezat virtù (= deugd) in de ogen van zijn tijdgenoten. Het werd als een typisch mannelijke kwaliteit beschouwd. Een goed voorbeeld van dit nieuwe individualisme was Benvenuto Cellini, een veelzijdig kunstenaar met een uitgesproken karakter.
Virtù is een sleutelbegrip in Machiavelli's postuum uitgegeven Il Principe (De vorst) en daaruit blijkt dat het eerder als doortastendheid dan als deugd begrepen moet worden. Een heerser met virtù kon immers in het belang van de staat zijn woord breken, liegen en zelfs moorden begaan.
Deze verering van het unieke individu was geheel nieuw: ook de oudheid kende een dergelijk verschijnsel nauwelijks.
Individualisme is onder historici traditioneel het uitgangspunt geweest voor de bespreking van de renaissance. Ze associeerden deze periode met de verworvenheden van getalenteerde, zelfbewuste mannen. Giorgio Vasari concentreerde zich bij zijn bespreking van de hergeboorte (rinascita) van de Italiaanse kunst op de reeks van grote kunstenaars, culminerend in de genius van Michelangelo. Jules Michelet definieerde de periode als die van de ontdekking van de wereld en de mens. Burckhardt plaatste individualisme in zijn werk De cultuur van de renaissance in Italië in de kern van zijn analyse. Hij presenteerde individualisme als het essentiële kenmerk van de (Italiaanse) renaissancemens, als datgene wat hem onderscheidde van zijn middeleeuwse tegenhanger, die nog halfbewust lag te sluimeren onder de sluier van het geloof. Burckhardt geistiges Individuum stond voor de moderne mens met zijn drang naar grootheid, vertrouwend op eigen kracht en kunnen, terwijl de middeleeuwer zichzelf slechts zag als deel of lid van een volk, familie of andere gemeenschap. Deze visie op individualisme als het kenmerk bij uitstek van de renaissancemens kreeg vanaf de twintigste eeuw veel kritiek van historici en geleerden uit andere disciplines.

### Realisme in de beeldende kunst

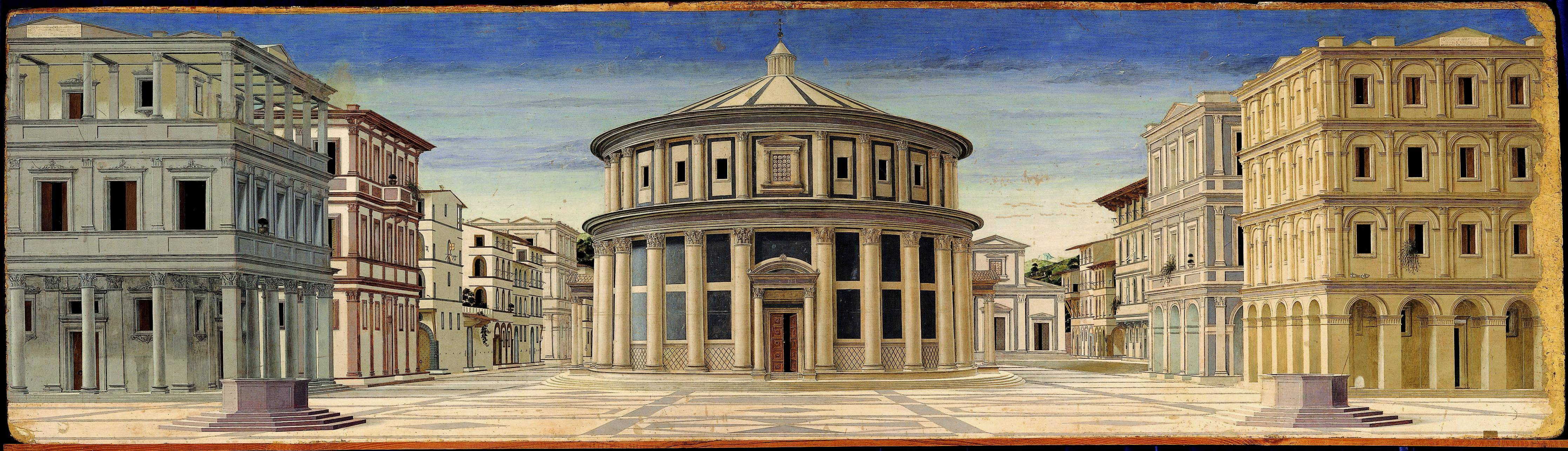
Piero della Francesca: De ideale stad. De ideale wereld van de renaissance voldeed aan de mathematische wetten van het lineair perspectief

De toenemende aandacht voor het hier en nu ten koste van de nadruk op het eeuwige en transcendente blijkt ook uit het toenemend realisme in de beeldende kunst. Vanaf de renaissance werd van westerse kunst verwacht dat deze de werkelijkheid op een objectieve manier vormgaf en als zodanig herkenbaar was.
De ruimte was niet langer onpeilbaar en onkenbaar, maar werd als geordend beschouwd, zichtbaar en meetbaar.

## Economie
Het feodalisme dat in de middeleeuwen wijd verspreid was geweest verdween geleidelijk, en vroege vormen van kapitalisme ontstonden. Het middeleeuwse Europa was overwegend landelijk en de economie steunde bijna volledig op de landbouw. Dorpen en steden zouden pas in de late middeleeuwen belangrijke productiecentra worden, waarna hun economisch belang snel toenam. Tegen de late jaren 1400 was de lijfeigenschap op zijn retour en mochten Europese boeren zich vrijer bewegen en zelfs boerderijen voor zichzelf huren. Aangemoedigd door de hoge prijzen die voor wol werden gevraagd, verkozen veel landeigenaars echter om schapen op hun weilanden te laten hoeden. Als gevolg daarvan trokken duizenden boeren naar stedelijke gebieden op zoek naar werk, en namen de steden in omvang toe.
De late middeleeuwen waren een periode van economische depressie die tot ongeveer 1475 duurde. Het is opmerkelijk dat juist tijdens een periode van economische neergang kunsten en letteren bloeiden. Wat wellicht een rol heeft gespeeld voor het scheppen van een gunstig klimaat voor de kunsten in deze gouden eeuw is de afwezigheid van oorlogsgeweld, waarbij de vrede vanaf het verdrag van Lodi (1454) veertig jaar lang standhield.
Ontwikkelingen zoals bevolkingsgroei, verbetering van het bankwezen, het uitbreiden van de handelsroutes en nieuwe productiesystemen leidden tot een algemene toename van de commerciële activiteit. De handel concentreerde zich rond de Middellandse Zee. Binnen dit handelsnetwerk speelden de Italiaanse steden een centrale rol. Het waren de grootste, meest welvarende steden van Europa. Ondanks de economische malaise slaagden sommige koopmansgeslachten erin een fortuin te vergaren. Enkele geslachten ontwikkelden zich tot bankiers. Ook het wisselen van geld was een lucratieve bezigheid.

## Ontstaan van de renaissance in Italië
De renaissance begon in Italië, waarna deze culturele beweging zich langzamerhand over West-Europa verspreidde. De politieke en economische omstandigheden in het Italië uit deze periode verschilden op drie punten van die van de rest van Europa:
- in Italië was er geen sprake van een centraal gezag (in Frankrijk en Engeland ontstonden in de middeleeuwen de monarchieën)
- het leenstelsel bestond al niet meer sinds 1200
- steden en handel waren vroeger dan elders tot grote bloei gekomen

In Italië hadden zich belangrijke steden ontwikkeld. Zij spiegelden zich aan een geïdealiseerd verleden, waarin het klassieke Rome de wereld beheerste, een tijd waarin adel en geestelijkheid nog niet bestonden. Op die manier kwam het tot een herontdekken van de klassieke beschaving: het Romeins recht, de literatuur en de architectuur van de antieken.
Officieel maakte Italië ten noorden van Rome deel uit van het Heilige Roomse Rijk, maar in werkelijkheid slaagden de keizers er nauwelijks in om hun macht of gezag te doen gelden. Noord-Italië bestond uit een groot aantal de facto zelfstandige stadstaten, die vrijwel voortdurend met elkaar in conflict waren. De belangrijkste stadstaten waren Milaan, Venetië, Genua en Florence. De stadstaten werden in de regel geregeerd door een oligarchie van kooplieden en hadden officieel geen staatshoofd. In Milaan maakten de Visconti zich meester van de macht; Venetië, Genua en Florence waren een republiek. Ook intern werden de stadstaten dikwijls verscheurd door conflicten.
In Midden-Italië lag de Kerkelijke Staat, die geregeerd werd door de paus. De pausen hadden in het verleden de Investituurstrijd tegen de keizer van het Heilige Roomse Rijk (1075–1122) gewonnen. De keizer verloor een groot deel van zijn macht in Noord-Italië, waarvan de Noord-Italiaanse steden konden profiteren om alle macht naar zich toe te trekken. In het begin van de veertiende eeuw vertrok de paus echter naar het verre Avignon; daarna had hij nog maar weinig invloed op de Italiaanse politiek. In het zuiden lagen twee koninkrijken die wel een belangrijke rol speelden in de politiek: het koninkrijk Napels en het koninkrijk Sicilië.
De economische bedrijvigheid maakte het voor de bovenlaag van de bevolking mogelijk om van het leven te genieten. In dit opzicht was er sprake van een mentaliteitsverandering: het nastreven van rijkdom en luxe werd veel minder dan voorheen als verwerpelijk beschouwd.
De steden en de vorstenhoven steunden kunst en wetenschap. De buitenkerkelijke beoefening van de wetenschap leidde tot bevrijdende ontdekkingen: de 'Schenking van Constantijn', een oorkonde die de wereldlijke heerschappij over de westelijke landen toekende aan de paus, werd in 1440 door Lorenzo Valla ontmaskerd als vervalsing. De renaissance was dus een stedelijke beweging, mogelijk gemaakt door welstand. De humanisten meenden dat er werkelijk een nieuw tijdperk was aangebroken.
Na een betrekkelijk lange aanloopperiode, waarin Florence de hoofdrol speelde, verplaatste het centrum van het culturele leven in Italië zich naar Rome en Venetië. De hoogrenaissance was van betrekkelijk korte duur. Gewoonlijk laat men die duren van 1495 tot 1520.
Aan de bloeitijd kwam in Italië vrij plotseling een eind. De rampen die Italië troffen, zien we weerspiegeld in de kunst. Zo is in het werk van Michelangelo duidelijk een verandering in stijl te zien; het groteske gaat overheersen. Het maniërisme kondigde zich aan. Titiaan was de enige grote meester die vasthield aan de evenwichtigheid en idealisering van de hoogrenaissance.

### Florence, eerste stad van de renaissance

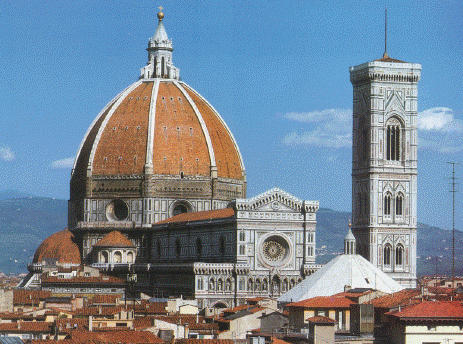
De kathedraal Santa Maria del Fiore te Florence. Florence was het cultureel centrum van de renaissance

Florence, de belangrijkste stad in Toscane, maakte gedurende de veertiende, vijftiende en zestiende eeuw een ongekende culturele bloei door. Het was een naar Italiaanse maatstaven middelgrote stad: in de vijftiende eeuw had het ongeveer 60.000 inwoners. De stad dankte haar welvaart met name aan een bloeiende wolnijverheid, de fabricage van wollen stoffen.
Het waren enkele Florentijnse schrijvers die het beeld van de renaissance bepaalden. In de veertiende eeuw waren dat Dante Alighieri, feitelijk nog typisch een middeleeuwer, Francesco Petrarca en Giovanni Boccaccio. Niccolò Machiavelli (overleden in 1527) leverde een belangrijke bijdrage aan de politieke theorie.
Gedurende de vijftiende eeuw maakten de familie de' Medici, een geslacht van kooplieden en bankiers, zich geleidelijk aan meester van de macht in de Florentijnse Republiek. De familie dankte haar rijkdom aan Giovanni di Bicci (1360–1429). Giovanni's zoon, Cosimo de' Medici (1389–1464), genoot de steun van de armere lagen van de bevolking. Hoewel de republikeinse instellingen werden gehandhaafd, beheerste hij de politiek. Lorenzo il Magnifico (1449–1492), diens kleinzoon, genoot vooral faam als dichter, kunstkenner en mecenas.
De cultuur van de stedelijke renaissance en de boeteprediking van de bedelorden botsten met elkaar. De prior van een dominicanenklooster, Girolamo Savonarola (1452–1498), had met zijn prediking zo'n invloed op de bevolking dat deze alle tekenen van wereldlijk leven vernietigde: de heersersfamilie van de Medici moest de stad Florence verlaten. Het bewind van Savonarola maakte in combinatie met de inval van de Fransen in 1494 een einde aan de culturele dominantie van Florence. De elite verliet de stad. De kunstenaars en humanisten volgden, omdat zij nauwelijks nog opdrachten ontvingen.
In de zestiende eeuw werd Toscane een groothertogdom. De de' Medici's zouden er tot 1737 regeren.

### Rome, stad van de paus
Vanaf ongeveer 1450 werd ook Rome, de stad van de paus, een belangrijk cultureel centrum. Pausen en kardinalen verstrekten veel opdrachten, zowel aan kunstenaars als aan humanisten. Rafaël Santi en Michelangelo Buonarroti vervaardigden de meeste van hun meesterwerken in opdracht van de paus.
In Rome was de invloed van het christelijk denken op vormentaal en ideeënwereld uiteraard nog aanzienlijk groter dan in Florence. Een heiden en republikein als Cicero stond er daarom in minder hoog aanzien. Het weerhield de humanisten er niet van om in Ciceroniaans Latijn de christelijke deugden te prijzen en de paus te verheerlijken als de erfgenaam van de Romeinse keizers.
Aeneas Silvius Piccolomini was zo'n humanist. Als paus Pius II (1458–1464) nam hij het besluit om de St-Pieter te laten herbouwen. Het zou enkele decennia duren voordat het werk was voltooid. Paus Sixtus IV (1471–1484), de beschermheer van onder anderen Botticelli en Perugino, stond erop dat schilderijen een christelijk onderwerp behandelden. Hij liet de Sixtijnse Kapel bouwen; ook leverde hij een belangrijke bijdrage aan de collectie van de Vaticaanse Bibliotheek. De beruchte Alexander VI (1492–1503) uit het geslacht Borgia probeerde op allerlei manieren de macht van zijn familie blijvend te vestigen. Daarnaast was hij het die opdracht gaf tot de beschildering van het Appartamento Borgia in het pauselijk paleis. Julius II (1503–1513) was een bekwaam veldheer en een actief bouwheer. Hij gaf verschillende opdrachten aan de architect Donato Bramante. In 1508 trad Rafaël in dienst van paus Julius. Tot zijn dood in 1520 werkte Rafaël onder andere aan talloze fresco's in de pauselijke vertrekken. De door Michelangelo vervaardigde graftombe van Julius II geldt als een hoogtepunt van de Hoogrenaissance.

### Andere vorstenhoven
Ook de kleinere vorstenhoven ontwikkelden zich tot centra van cultuur, waar veel geld werd besteed aan kunstopdrachten en humanistische geleerdheid. Een typisch voorbeeld van een dergelijk hof was het hertogdom Urbino onder hertog Federico da Montefeltro. Deze condottiere verzamelde een bibliotheek en verstrekte veel opdrachten aan kunstenaars om schilderijen en beeldhouwwerken te maken. Beroemd is zijn door Piero della Francesca vervaardigde portret.

### Venetië
In Venetië was er aanvankelijk nauwelijks belangstelling voor het humanisme. De stad onderhield van oudsher nauwe relaties met Byzantium. De niet-christelijke cultuur van de Romeinen werd er als een vreemd element ervaren. Pas vanaf ~1490 kwam daar verandering in.
In Venetië werden veel boeken gedrukt. Daarbij richtte men zich niet uitsluitend op de elite.
Aan opdrachten aan kunstenaars was geen gebrek. Zowel de doges, de regering, rijke aristocraten als een groot aantal charitatieve instellingen, zogenaamde scuole, bestelden schilderijen of lieten hun paleizen verfraaien. Ook werd er veel geld besteed aan nieuwe architectuur.
Belangrijke Venetiaanse schilders waren Gentile en Giovanni Bellini en Carpaccio. Ook Titiaan (~1487–1576), een van de grootste meesters van de renaissance, vervaardigde een groot deel van zijn oeuvre in Venetië. De schilder Vasari, die hier ook werkte, is vooral belangrijk vanwege zijn boek De levens van de grootste schilders, beeldhouwers en architecten.

### Dagelijks leven
Gedurende de Renaissance werden in Italië de huizen van de elite en van gegoede burgers groter. Het aantal vertrekken in zo'n huis nam toe. Ook het aantal meubels in de vertrekken nam toe. Voorheen stond er slechts een klein aantal meubels in de meeste huizen. De gegoede klassen, ook een deel van de middenklasse, verfraaiden hun woningen nu met kunstwerken. Ten gevolge van inflatie werd kunst goedkoper. Boeken waren in de regel het kostbaarste bezit.

### De rol van de vrouw

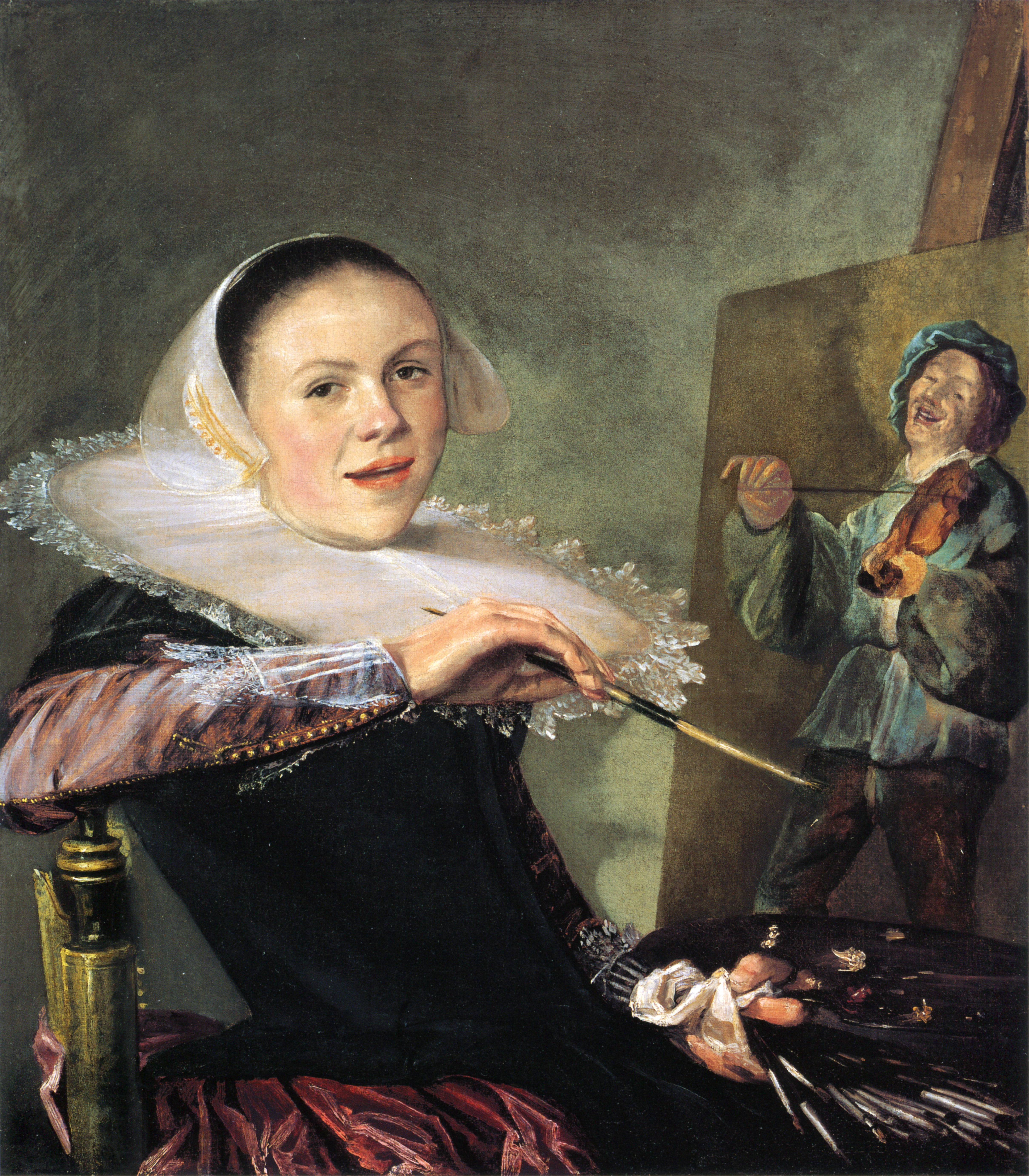
Zelfportret van Judith Leyster, 1630, National Gallery of Art

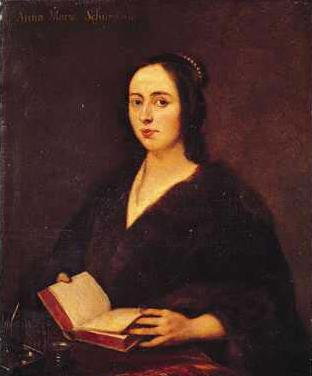
Anna Maria van Schurman, portret door Jan Lievens, 1649

Vrouwen in de (Italiaanse) renaissance begonnen een grotere rol in het sociale leven te spelen, hoewel hun rol van verzorgster van het huis en de kinderen ongewijzigd bleef. Er werd van hen nog steeds verwacht dat ze kinderen kregen, en de reden voor het huwelijk was om zonen te produceren, die ze zouden opvoeden tot gezonde en goed opgeleide jonge mannen. Dochters brachten kosten met zich mee omdat hun ouders voor een bruidsschat dienden te zorgen. De manier waarop over de rol van vrouwen werd gedacht was een erfenis van het antieke verleden. Leon Battista Alberti volgde de vrouwonvriendelijke opvattingen van Plato en Aristoteles in zijn Boek van het gezin (1432–1434) toen hij schreef dat het plicht van de man was om de activiteiten van zijn vrouw te beperken tot de huiselijke kring. Europese wetboeken limiteerden de zelfstandigheid van vrouwen ook door het beperken van hun recht op eigendom en het zichzelf vertegenwoordigen in de rechtbank.
Niettemin hadden bijvoorbeeld Italiaanse vrouwen, in vergelijking met hun seksegenoten in de middeleeuwen, veel meer bewegingsvrijheid, en was het hun toegestaan om een eigen wil en oordeel te hebben. Tijdens de pestepidemie en de demografische crises van de veertiende en vijftiende eeuw beperkten gilden de participatie van vrouwen op de arbeidsmarkt, maar normaal gezien hadden vrouwen in de steden toegang tot verschillende beroepen. Florentijnse vrouwen werkten als bakkers, wijnboeren, timmerlieden en zo nu en dan zelfs als slagers en goudsmeden. Duitse vrouwen werkten in de mijnen, hoewel dat beperkt bleef tot minder gevaarlijk werk boven de grond. In heel Europa waren meisjes en vrouwen werkzaam als bedienden in de huishoudens van de rijken. Over heel Europa waren vrouwen als spinster aan het werk.
Universiteiten hielden hun deuren gesloten voor vrouwen. Wat voor vrouwen beschikbaar was aan leren, was heel rudimentair, met een nadruk op het lezen over deugdzame vrouwen of lezen in een gebedenboek. Lesgeven vond thuis plaats of in een of ander lokaaltje dat als school diende. De geletterdheid was in het algemeen het laagst in de landelijke gebieden van Zuid- en Oost-Europa en hoger in de stedelijke gebieden van Noordwest-Europa. De vrouwen die toch tot in de rangen van de humanisten doorstootten en carrière maakten als intellectueel waren, zoals de Franse schrijfster Christine de Pizan, zonder uitzondering van goeden huize. Vrouwelijke seculiere patroons van de kunsten waren niet zo uitzonderlijk als men vroeger dacht. Een van die bijzondere vrouwen was Isabella d'Este (1474–1539), markiezin van Mantua.
Enkele bekende vrouwelijke humanisten:
- in het zuiden: Isotta Nogarola, Laura Cereta en Cassandra Fedele uit Italië
- in het noorden: Caritas Pirckheimer (Duitsland), Margaret Roper (Engeland), Anna Maria van Schurman (Nederlanden), Margaretha van Valois (Frankrijk), en Louise Labé en Marie le Jars de Gournay uit Frankrijk

Vrouwelijke musici en kunstenaars:
- Francesca Caccini (1587?), de dochter van een vooraanstaande Napolitaanse edelman, was een componist-zangeres aan het hof van de Medici in Florence
- Properzia de 'Rossi (1490–1530) verwierf bekendheid als beeldhouwer
- Sofonisba Anguissola (1532–1625) studeerde bij Michelangelo en werd hofschilder van Filips II van Spanje. Anguissola inspireerde anderen, onder wie Irene di Spilimbergo (1541–1559), Lavinia Fontana (1552–1614) en Artemisia Gentileschi (1593–1632)
- Judith Leyster uit de Nederlanden, wier schilderijen tot voor kort werden beschouwd als die van haar vriend Frans Hals

## Verspreiding

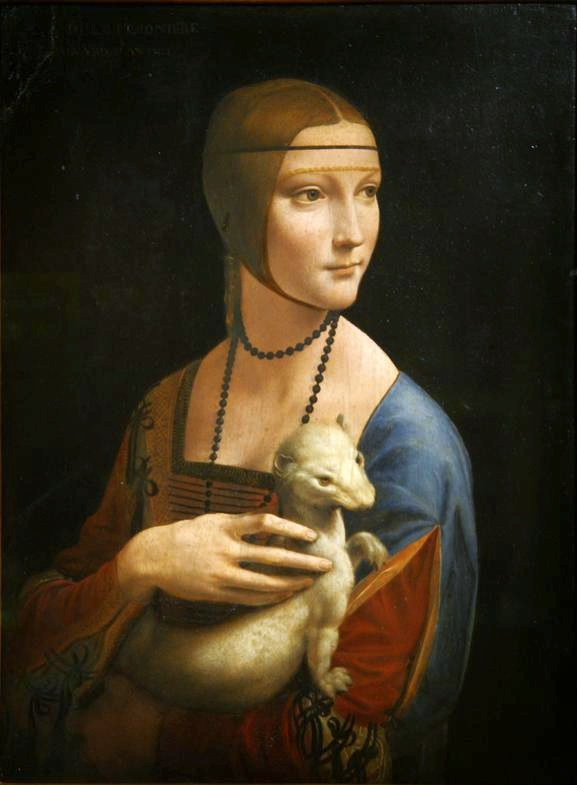
De dame met de hermelijn, portret door Leonardo da Vinci van Cecilia Gallerani, de belangrijkste maîtresse van Ludovico Sforza de hertog van Milaan. Czartoryski-museum, Kraków

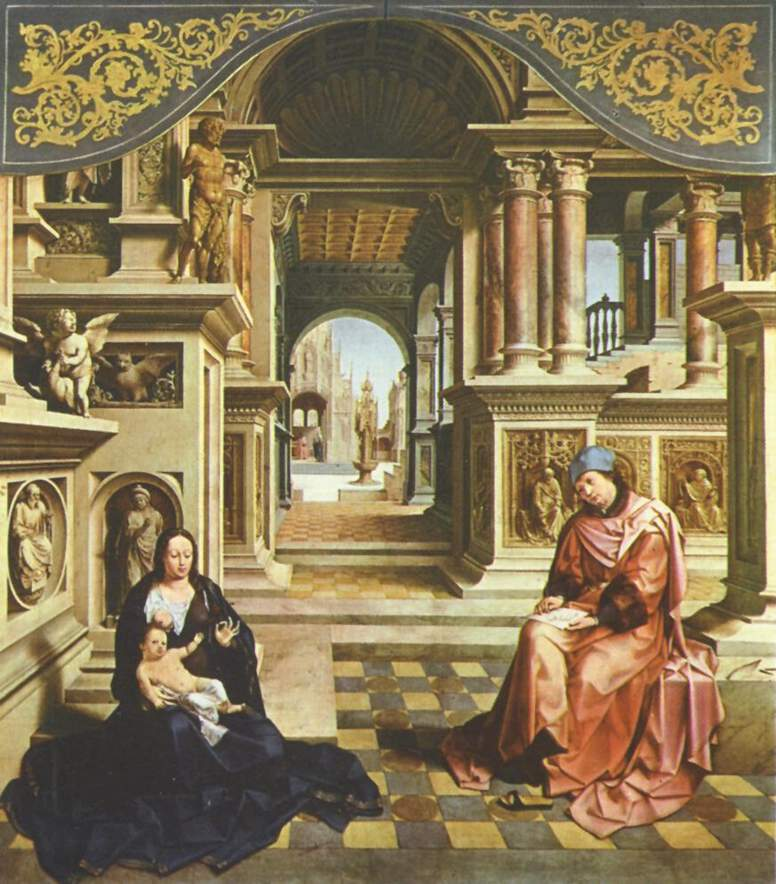
Jan Gossaert, Sint-Lucas tekent de H. Maagd, Kunsthistorisches Museum, Wenen

Het is goed om vooraf even stil te staan bij het idee van wat verspreiding van de renaissance eigenlijk inhoudt. De Britse cultuurhistoricus David Rundle benadrukt dat het zeker niet om een eenrichtingsverkeer ging en dat ook Italië geïnspireerd werd door artistieke en intellectuele ontwikkelingen elders in Europa. Er was binnen het christelijk Europa veel meer sprake van culturele interactie op gelijkwaardige basis, waarbij de Italiaanse stijl gold als een van de beschikbare stijlen. Binnen de verschillende lokale culturele tradities kozen de vorstenhoven bepaalde elementen zoals mode of architectuur die dan vaak aangepast werden aan de lokale smaak.
Tot ongeveer 1450 manifesteerde de renaissance zich hoofdzakelijk in Italië, daarna beïnvloedde de renaissance tot het begin van de zeventiende eeuw heel West- en Midden-Europa. Gedurende ongeveer twee eeuwen waren Italië en de Italiaanse cultuur toonaangevend. De verspreiding van het Italiaanse cultuurgoed kwam in een stroomversnelling nadat de Fransen in 1494 Italië binnenvielen. Vanaf 1520 was het in hoofdzaak het noorden van Europa waar de toonaangevende intellectuelen verbleven.
Ook in de koloniën in de Nieuwe Wereld heeft de renaissance sporen nagelaten. De westerse wereld is tot in de twintigste eeuw diepgaand door deze stroming beïnvloed.
Interessant zijn de verschillende uitingen van realisme in de kunst in het noorden en het zuiden van Europa; de Alpen doen hierbij veelal dienst als scheidslijn.
Grofweg is het eenvoudigste onderscheid te zien in de verschillende wijze waarop de kunstenaars correct probeerden te schilderen. In het zuiden gebeurde dit na de ontdekking van Giotto volgens het lineair perspectief, ook wel mathematisch correct genoemd. In het noorden zag men meer in gedetailleerde naschildering, waardoor het schilderij in kwestie ook realistisch oogde. Hierbij moeten we bedenken dat de schildertechnieken overal verschillend waren. In het zuiden werkte men niet alleen op paneel, maar maakte men ook fresco's, terwijl in het noorden voornamelijk op paneel werd geschilderd. Fresco's zijn in noordelijke landen, met het vochtige klimaat, niet zo goed houdbaar als in zuidelijke landen.

## Religie en levensbeschouwing
In de vroege historiografie van de renaissance werd religie tegenover rationaliteit gesteld, waarbij dat laatste als een belangrijk kenmerk van deze periode werd voorgesteld. In deze visie waren de middeleeuwen het tijdperk van geloof geweest, waarin de katholieke Kerk een dominante rol had gespeeld. De renaissance, daarentegen, was een vooruitstrevende en moderne tijd, gekenmerkt door de opkomst van het rationele denken en van persoonlijke vrijheid. Moderne geleerden hebben deze zwart-wit-tegenstelling echter grotendeels verlaten, en behandelen de renaissancesamenleving als tegelijkertijd religieus en seculier. Om een voorbeeld te geven: de historicus Charles Trinkaus betoogde in zijn invloedrijke studie In Our Image and Likeness (1970) op overtuigende wijze dat het Italiaanse humanisme fundamenteel christelijk van aard was gebleven, en dat de humanisten de klassieke teksten die zij bestudeerden als middel ter verdieping van hun geloof beschouwden en niet als een alternatief voor dat geloof.

### De weg naar de reformatie
De renaissance had een grote invloed op de theologie, met name in de manier waarop mensen de relatie tussen mens en God ervoeren. Veel van de meest vooraanstaande theologen in deze periode waren volgelingen van de humanistische methode, zoals Erasmus, Zwingli, Thomas More, Maarten Luther en Johannes Calvijn. Tussen renaissance en reformatie was er een verband: dezelfde kritische houding tegenover de bedenkelijke toestanden in de Kerk, en dezelfde aandacht voor de bronnen van de Bijbel. Al voor de renaissance waren er van tijd tot tijd critici van de levensstijl van veel prelaten van de kerk, maar toen kregen deze weinig gehoor of was het zelfs levensgevaarlijk om dit al te luid te verkondigen.
In de loop van de dertiende tot vijftiende eeuw kwamen er echter steeds meer van deze dissidenten en deze kregen ook steeds meer een luisterend oor van de opkomende nieuwe intellectuelen. Deze gingen terug naar de bronnen van het evangelie en zagen dat er toch veel van de dagelijkse kerkelijke praktijk niet in overeenstemming was met de voorschriften en leefregels die in de evangeliën en brieven der apostelen beschreven stonden. Toen kon een grote discussie niet lang meer uitblijven. De reformatie zou beginnen.

### Toenemende intolerantie jegens de Joden
De late middeleeuwen en renaissance waren een periode waarin de intolerantie ten opzichte van andersdenkenden eerder toe- dan afnam. Zoals zo vaak moesten vooral de Joden het ontgelden.
In 1290 werden de Joden verdreven uit Engeland, in 1306 werden zij verdreven uit Frankrijk. Gedurende de veertiende eeuw werden zij verdreven uit de Duitse landen. De meesten van deze Asjkenazische Joden vestigden zich in Polen.
Op het Iberisch Schiereiland heerste lange tijd een relatief tolerant klimaat. Met de val van Granada in 1492 kwam hier een einde aan. Meer dan 100.000 Joden verlieten de Spaanse koninkrijken. Deze Sefardische Joden vestigden zich voornamelijk in Noord-Afrika en het Ottomaanse Rijk. Sommigen van hen gingen naar Portugal en de noordelijke Nederlanden.

### Humanisme
Het Italiaanse woord umanista werd waarschijnlijk bedacht in de late vijftiende of begin zestiende eeuw, en was een aanduiding voor een geleerde of leraar die geschoold was in grammatica, retorica, poëzie, geschiedenis en moraalfilosofie (samen studia humanitatis genoemd). In de negentiende eeuw zou Jacob Burckhardt in Die Cultur der Renaissance in Italien (1860) het woord humanisme niet slechts als een onderwijsprogramma opvatten, maar als een breder cultureel fenomeen.
De humanisten van de veertiende tot de zestiende eeuw, in Italië en in andere Europese landen, waren in het bijzonder geïnteresseerd in de studie van de klassieke literatuur van het oude Griekenland en Rome. Hierin vonden zij een ideaal voor het menselijk leven dat ze wilden laten herleven. Terwijl in de middeleeuwen God en het hiernamaals centraal stonden, ontstond mede door het werk van de humanisten in de vroege renaissance in Italië een nieuwe wereldbeschouwing, waarbij naar het model van de Ouden meer aandacht werd besteed aan het wereldlijke en meer nadruk kwam te liggen op de menselijkheid, de 'humanitas'.
Die hernieuwde belangstelling voor de klassieken was al bij Dante (1265–1321) merkbaar, die in de Divina Commedia zijn visionaire tocht door het hiernamaals beschrijft met Vergilius als gids aan zijn zijde. Petrarca en Boccaccio schrijven evenals Dante een deel van hun werk in de volkstaal – het Italiaans – en stimuleren door het navolgen van klassieke auteurs de hernieuwde interesse in de klassieke erfenis.
De mecenassen van de Italiaanse stadsrepublieken in deze periode omringden zich met kunstenaars en humanisten en trokken geleerden als Marsilio Ficino en Giovanni Pico della Mirandola aan, die zo de gelegenheid kregen om het werk van Plato te vertalen en bekend te maken.
Het humanisme zou door de uitvinding van de boekdrukkunst over heel Europa bekend raken en een sterke invloed uitoefenen op het intellectuele klimaat. De invloed liet zich ook gelden in de gekozen thematiek van de beeldende kunsten. Hoewel religieuze onderwerpen nog steeds belangrijk bleven (ook doordat de kerk een belangrijke opdrachtgever bleef), kreeg nu ook het wereldlijke meer aandacht, en werd vaak – in navolging van de klassieke Griekse en Romeinse kunst – gekozen voor de uitbeelding van mythologische taferelen.
Belangrijke humanisten in de vijftiende eeuw waren:
- Thomas More (Engeland)
- Leonardo Bruni (Italië)
- Giovanni Pico della Mirandola (Italië)
- Johannes Murmellius (Nederland)
- Rudolphus Agricola (Nederland)
- Marsilio Ficino (Italië)
- Dirk Martens (Vlaanderen)
- Christine de Pizan (Frankrijk)
- Angelo Poliziano (Italië)
- Lorenzo Valla (Italië)

Belangrijke humanisten in de zestiende eeuw waren:
- Nicolaes Cleynaerts (Zuidelijke Nederlanden)
- Dirck Volkertsz. Coornhert (Nederland)
- Desiderius Erasmus (Nederland)
- Justus Lipsius (Zuidelijke Nederlanden)
- Erycius Puteanus (Zuidelijke Nederlanden)
- Michel de Montaigne (Frankrijk)
- Thomas More (Engeland)
- François Rabelais (Frankrijk)
- Gerard Mercator (Zuidelijke Nederlanden)
- Ulrich von Hutten (Duitsland)
- Guillaume Budé (Frankrijk)
- Baldassare Castiglione (Italië)

### Filosofie
De filosofie van de renaissance wendt zich van de middeleeuwse scholastieke studie van Aristoteles af. Marsilio Ficino (1433–1499) vertaalde het werk van Plato en schreef daar commentaren bij die sterk bijdroegen aan de verspreiding van Plato's leer. Veel denkers van de renaissance zijn dan ook aanhangers van het neoplatonisme, dat behalve door Ficino ook door het werk van Georgios Gemistos Plethon en Giovanni Pico della Mirandola bekend geraakte in intellectuele kringen rond Florence.
Een filosofisch bastion in het denken van Aristoteles bleef de universiteit van Padua. Daar bestudeerde Pietro Pomponazzi (1462–1524) de teksten van Aristoteles zonder bemiddeling van het Thomisme en Averroes. In het algemeen kan gezegd worden dat het theocentrisme van de middeleeuwen plaatsmaakte voor een antropocentrische wereldbeschouwing. Een wijdverbreide houding onder de geleerden van de renaissance werd het humanisme.
Enkele bekende filosofen uit de periode van de renaissance waren:
- Coluccio Salutati (1331–1406)
- Nicolaus Cusanus (1401–1464)
- Desiderius Erasmus (1466–1536)
- Niccolò Machiavelli (1469–1527)
- Thomas More (1478–1535)
- François Rabelais (1494–1553)
- Michel de Montaigne (1533–1592)

## Wetenschap

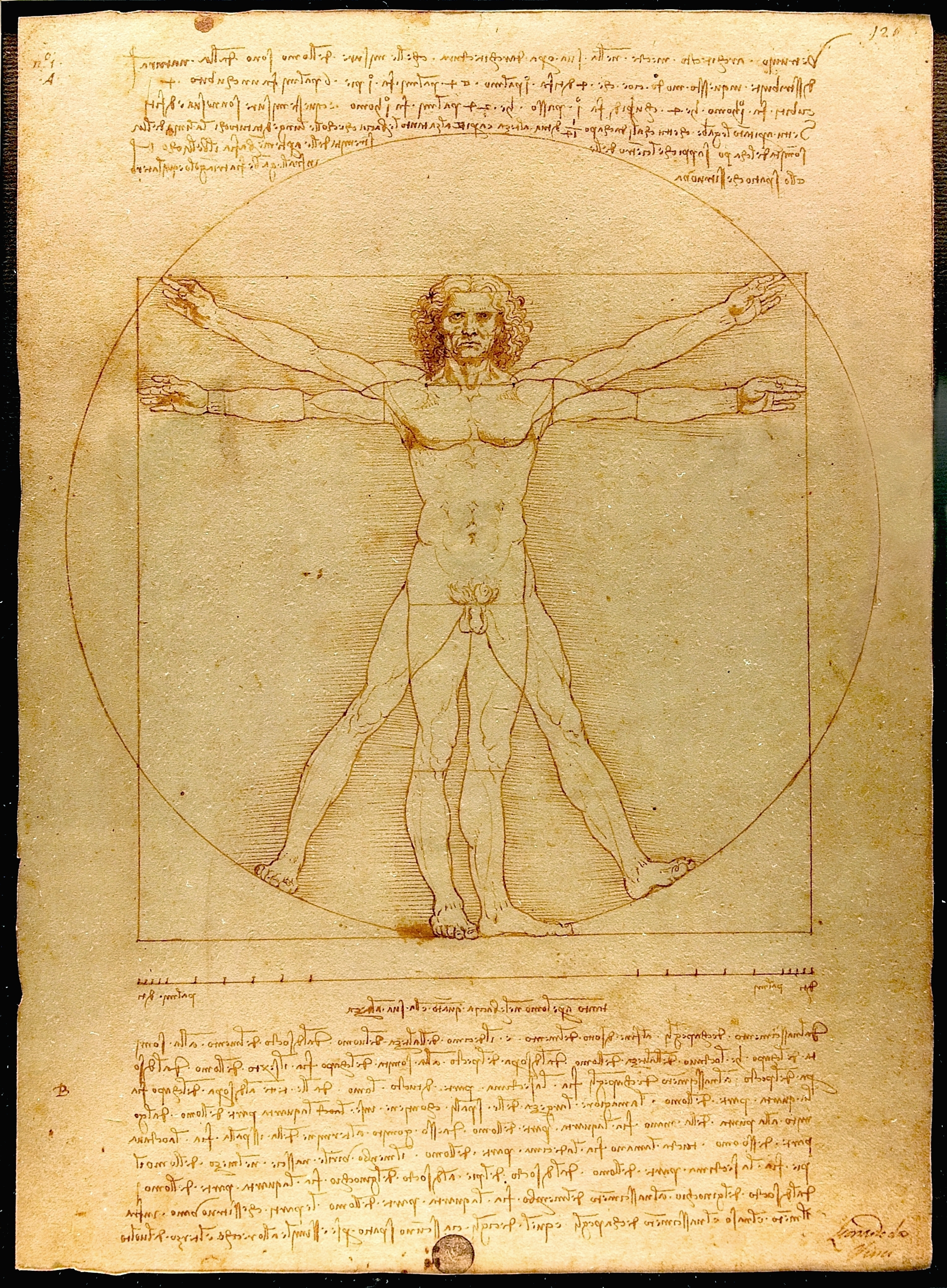
Leonardo da Vinci's Vitruvische mens, een voorbeeld van de synthese van kunst en wetenschap tijdens de renaissance

Vóór de renaissance was de wetenschap vrijwel geheel gebaseerd op een relatief klein aantal traditionele boeken en schrijvers. Dat was in de eerste plaats natuurlijk de Bijbel, maar daarnaast ook een aantal Griekse en Romeinse schrijvers zoals Plato, Aristoteles en Galenus. Het werk van de geleerden bestond uit het geven van commentaren op deze boeken en het toepassen van deze werken op actuele situaties.
De humanisten vormden de eerste groep die zich tegen dit strakke corpus verzette. Ze braken niet met de traditie van het zich baseren op klassieke werken, maar stelden dat op bepaalde punten fouten zaten in de vertaling vanuit het Grieks (of voor het Oude Testament het Hebreeuws) in het Latijn. Om dit te omzeilen diende men bronnen te raadplegen die zo dicht mogelijk bij de originele tekst stonden. Latere toevoegingen en uitleggingen werden als veel minder belangrijk beschouwd. Daarnaast wilden de humanisten ook andere schrijvers en geleerden aan het gezaghebbende corpus toevoegen.
Maar hiermee hield de vernieuwing in de wetenschap niet op. Andreas Vesalius sneed zelf in lijken ter onderzoek van de anatomie, en kwam tot de conclusie dat Galenus op bepaalde punten fout was geweest. Copernicus introduceerde het heliocentrisch wereldbeeld. Galilei gebruikte de telescoop om meer over de hemel te weten te komen. Cartografen maakten kaarten die nauwkeuriger waren dan die van Ptolemeus, en toonden het in de oudheid onbekende werelddeel Amerika.
Desondanks was de invloed van de renaissance op het ontstaan van de moderne wetenschap niet alleen bepalend geweest. De wortels daarvan moeten al eerder bij de middeleeuwse wetenschap en de middeleeuwse universiteiten gezocht worden die, in tegenstelling tot wat vaak gedacht wordt, veel aanzetten gaven tot kritisch onderzoek en nieuwe theorievorming bevorderden.

## Beeldende kunst en architectuur
Het woord renaissance duidt zowel een periode, een culturele beweging als een bepaalde stijl aan. Lang niet alle kunst die ten tijde van de Renaissance werd geproduceerd vertoont de stijlkenmerken van typische renaissancekunst.
Ons beeld van de renaissance wordt nog altijd in hoge mate bepaald door het werk van de Italiaanse kunstenaars uit de hoogrenaissance. De belangrijkste meesters waren Leonardo da Vinci, Michelangelo, Rafaël, Donato Bramante, Giorgione en Titiaan.

### Kunstpatronage
Kunstpatronage of kunstmecenaat verwijst naar de contractuele relatie tussen een kunstenaar en zijn cliënt tijdens de renaissance, waarbij de welstellende patroon de financiële en sociale voorwaarden creëert voor de uitvoering van het kunstwerk. De vraag naar kunstwerken tijdens de renaissance werd vooral geregeld door opdrachten van rijke religieuze instellingen en particulieren die op deze manier hun vroomheid wilden tonen. De belangrijkste van de Florentijnse patroons waren de Medici, die een groep van dichters, filosofen en kunstenaars onder hun hoede namen. Om aan de grote vraag en de uitgebreidheid van deze opdrachten te kunnen voldoen, werden gespecialiseerde ateliers opgericht voor de productie van beeldhouwwerken, stucwerk, fresco's, olieverfschilderijen en andere decoraties.

### Schilderkunst

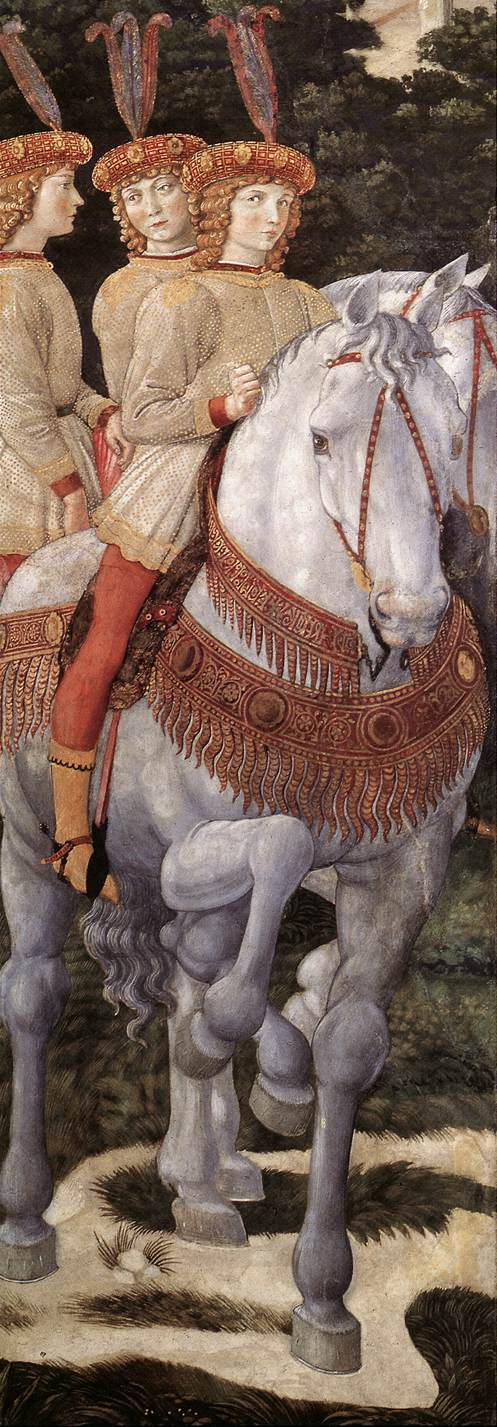
Benozzo Gozzoli: De tocht van de drie koningen (detail), Palazzo Medici-Riccardi, Florence
De Medici lieten zich te midden van een groot gevolg afbeelden als de drie koningen op weg naar het Christuskind. Te paard zitten drie zusters van Lorenzo de Medici

De schilderkunst in renaissancestijl kan worden onderverdeeld in:
- vroege renaissance
- hoogrenaissance
- noordelijke renaissance
- maniërisme

Tussen hoogrenaissance en maniërisme is in Italië duidelijk een stijlbreuk waarneembaar.
Terwijl in de beeldhouwkunst duidelijk de invloed blijkt van Griekse en Romeinse sculpturen, is dit bij de schilderkunst niet het geval. Dit kon ook niet, want de Italianen hadden van de schilderkunst geen antieke voorbeelden beschikbaar om zich aan te spiegelen. Pas door de opgraving van Pompeï in de achttiende eeuw werden fresco's daterend uit de oudheid bekend. Aan die Romeinse wandschilderingen in Pompeï is trouwens te merken dat zij de theorie van het perspectief niet zo ver ontwikkeld hadden of beheersten als de kunstenaars in de renaissance.

#### Giotto
De franciscaan, wetenschapper en onderzoeker van licht en kleur Roger Bacon wist hoe belangrijk afbeeldingen waren, voor het volk én de predikers. Hij schreef zijn Opus Majus tussen 1266 en 1268 voor de paus en riep, in deel vier, op om 'de waarheid van het woord en de eruit afgeleide geestelijke betekenis' aanschouwelijk te maken. Volgens hem waren alleen John Peckham (ca. 1240-1292) en Witelo, theologen die thuis waren in de geometrie en Perspectiva, in staat om een beeldvlak ruimtelijker te maken en het meest geschikt als 'ontwerpende programmamakers'. Bacon, de hervormer van afbeeldingen, noemde eisen op, die aan de kunst moesten worden gesteld. De verwezenlijking van zijn postulaat was 'een van de ingrijpendste daden in de geschiedenis van de post-antieke westerse kunst'. Peckham en Witelo werden aangesteld aan de pauselijke universiteit van Viterbo. Paus Nicolaas III (1277-1280) liet daarop als proef de paleiskapel Sancta Sanctorum in Rome met fresco's beschilderen. Daarna volgde de San Francesco in Assisi, waaraan eerst Jacopo Torriti werkte. De fresco's in het dwarsschip in de bovenkerk van San Francesco in Assisi worden toegeschreven aan het atelier van Cimabue. Giotto was Cimabues leerling, wiens naam als enige is overgeleverd van het team, dat de nieuwe 'natuurstijl' uitvoerde. 
Vaak wordt het werk van de kunstenaar Giotto di Bondone (1266/7-1337) uit Florence als het begin van de renaissance gezien. Giotto maakte fresco's die een illusie schiepen die al eeuwen niet gemaakt was, de illusie van de ruimte op een plat oppervlak. Als we kijken naar een van zijn fresco's in de Cappella degli Scrovegni in Padua (Noord-Italië), fides gemaakt omstreeks 1306, dan lijkt het net of we naar een beeldhouwwerk kijken, een gotisch beeldhouwwerk. Deze illusie wordt onder andere versterkt door het toegepaste verkort in de arm en de modellering van het gezicht en het gewaad.
Giotto paste niet zomaar een bepaalde techniek toe. Het was zijn bedoeling een geheel nieuwe en eigen voorstelling te schilderen, zoals hij voor ogen had dat het gebeurd moest zijn. Hij doorbrak de traditie van overname, van schilderingen als Bijbel voor de ongeletterden. Een ander uniek element van Giotto is het feit dat zijn naam bekend is. Tot ver in zijn tijd waren kunstenaars niet bij naam bekend. Het was een ambacht, dat je als je dagelijkse werk vooral anoniem uitvoerde.
Giotto was een tijdgenoot van Dante Alighieri, en na zijn dood verviel het schilderen terug in de weergave van vlakke afbeeldingen, tot Masaccio (1401–1428) honderd jaar later de draad weer oppikte. De fresco's die hij schildert hebben opnieuw de kracht en de diepte van zijn grote voorganger.

#### Technieken
Door economische vooruitgang was het mogelijk realistische schilderijen te laten maken. Deze schilderijen waren kostbaar omdat het veel tijd kostte om ze te maken.
De renaissance in Italië kent een groot aantal artistieke hoogtepunten. Het zijn tijden van opvallende technische inventiviteit; de olieverftechniek – ontwikkeld in de Nederlanden – werd uitgewerkt tot haar ultieme verfijning. Houtsnede en kopergravure zijn veelgebruikte nieuwe technieken; er is de boekdrukkunst en het wiskundig en esthetisch uitwerken van het lineair perspectief.
In Italië werden verschillende technieken van schilderen toegepast. Olieverf werd vooral gebruikt voor losse schilderijen en altaarstukken. Kerken en paleizen werden verfraaid met muurschilderingen. Vaak waren dit fresco's. Bij deze techniek worden de pigmenten aangebracht op de kalkpleisterlaag terwijl deze nog nat is.

#### Thema's
Het leeuwendeel van de kunstuitingen behandelde een religieus thema, maar de vraag naar wereldse en klassieke onderwerpen nam toe. Sommige kunstenaars combineerden de twee levenssferen in één kunstwerk. Een zeer geslaagd voorbeeld hiervan zijn de fresco's die Benozzo Gozzoli schilderde voor zijn opdrachtgevers, de Medici, in het Palazzo Medici-Riccardi. De elite wenste dikwijls belangrijke gebeurtenissen, zoals een veldslag, vast te laten leggen. Ook een meester van de hoogrenaissance zoals Rafaël schilderde vele madonna's. Uitzonderlijk was een schilder als Giorgione (overleden in 1510), die bij voorkeur landschappen schilderde.
In het noorden ontstond er vooral vraag naar goedgelijkende portretten. Het portret en het familieportret zijn de nieuwe genres van de zestiende-eeuwse schilderkunst. In de Lage Landen veranderden de onderwerpen naar alledag.
Wat ook heel kenmerkend was voor de renaissance was het feit dat door het opkomende individualisme de werken gesigneerd werden. In de romaanse en gotische kunst werd dit nooit gedaan, vanwege het feit dat men vond dat de kunstenaar het werk deed ter ere van God en niet in de naam van zichzelf.
Belangrijke kunstschilders ten tijde van de renaissance waren:
- Pisanello
- Dirk Bouts
- Botticelli
- Jeroen Bosch
- Leonardo da Vinci
- Albrecht Dürer
- Fra Bartolommeo
- Michelangelo Buonarroti
- Rafaël
- Titiaan
- Pieter Bruegel de Oude
- Fra Angelico
- Piero della Francesca
- Giorgione
- Hans Holbein de Oude
- Hans Holbein de Jonge
- Andrea Mantegna
- Simone Martini
- Masaccio
- Hugo van der Goes
- Giorgio Vasari
- Giovanni Bellini

### Beeldhouwkunst
In de beeldhouwkunst komen een aantal innovaties voor, types als de portretbuste en het ruiterstandbeeld die rechtstreeks werden overgenomen van de klassieke oudheid. 
De preken van franciscanen, de volgelingen van Franciscus van Assisi (1181 of 1182 - 1226), waren vernieuwend: eenvoudig, beeldend en vol verwijzingen naar het alledaagse leven. De inheemse kunst werd door 'de met nieuw zelfbewustzijn ontwaakte stedelijke samenleving' als verstard en gedegenereerd ervaren. De hervorming van de beeldhouwkunst vond het eerst in Pisa plaats: de kansel in het Baptisterium, door Nicola Pisano (ca. 1205-1280), die eerder in Apulië had gewerkt, mogelijk als lid van de groep beeldhouwers, die 'all'antica' (naar het voorbeeld van de klassieke oudheid) voor de keizer van het Heilige Roomse Rijk, Frederik II van Hohenstaufen (1220-1250), classicistische staatskunst had gemaakt.
De beeldhouwkunst van de renaissance laat men doorgaans beginnen in 1403 met de beroemde wedstrijd voor de bronzen deuren van het Baptisterium San Giovanni waarvoor beeldhouwers modelontwerpen konden indienen. De deur van de winnaar, Lorenzo Ghiberti, bestaat nog steeds, alsook die van Filippo Brunelleschi. Nog prachtiger exemplaren (De poorten naar het Paradijs, gebeeldhouwd in de periode 1425–1452), maakte Ghiberti voor een oostelijk portaal.
Ghiberti's vroegere assistent Donatello ontwierp reliëfs en is de schepper van een David in marmer (1408–1409) en brons (jaren 1440), en van het ruiterstandbeeld van Gattamelata. Later werd Andrea del Verrocchio bekend om zijn ruiterstandbeeld van Bartolomeo Colleoni in Venetië. Zijn leerling Leonardo da Vinci ontwierp in 1482 in Milaan een paardsculptuur, maar de kleimodel van meer dan zeven meter werd in 1499 verwoest door Franse boogschutters en daarna slaagde hij er niet meer in om grote sculpturale opdrachten af te krijgen.
Net zoals voor andere beeldende kunsten zorgde de staat voor patronage en gaven machtshebbers opdrachten ter verfraaiing van hun steden, paleizen en huizen. Openbare monumenten in historische stadscentra uit deze periode kunnen nu nog steeds worden bewonderd.
De gebeeldhouwde buste werd rond 1450 populair in Italië dankzij de Napolitaanse Francesco Laurana die zich specialiseerde in jonge vrouwen in meditatieve poses, terwijl kunstenaars als Antonio Rossellino vaak zakenmannen en notabelen uitbeeldden. Pisanello was de kunstenaar die een vraag creëerde naar fraaie portretmedaillons. Michelangelo Buonarroti was als beeldhouwer actief van ongeveer 1500 tot 1520, en meesterwerken als David, Pietà, Mozes, sculpturen voor het graf van paus Julius II en de Medicikapel vormden een bron van inspiratie voor latere beeldhouwers.

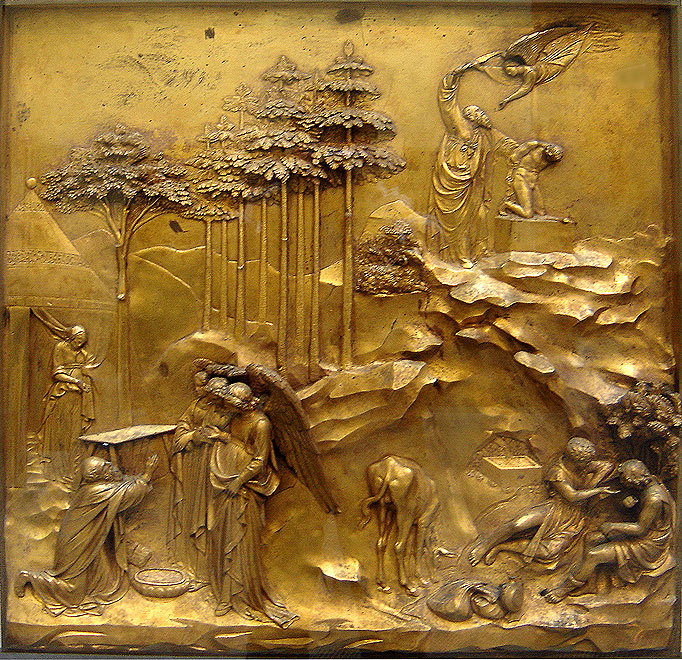
Lorenzo Ghiberti, het Offer van Isaac, paneel op de deuren van het Baptisterium in Florence
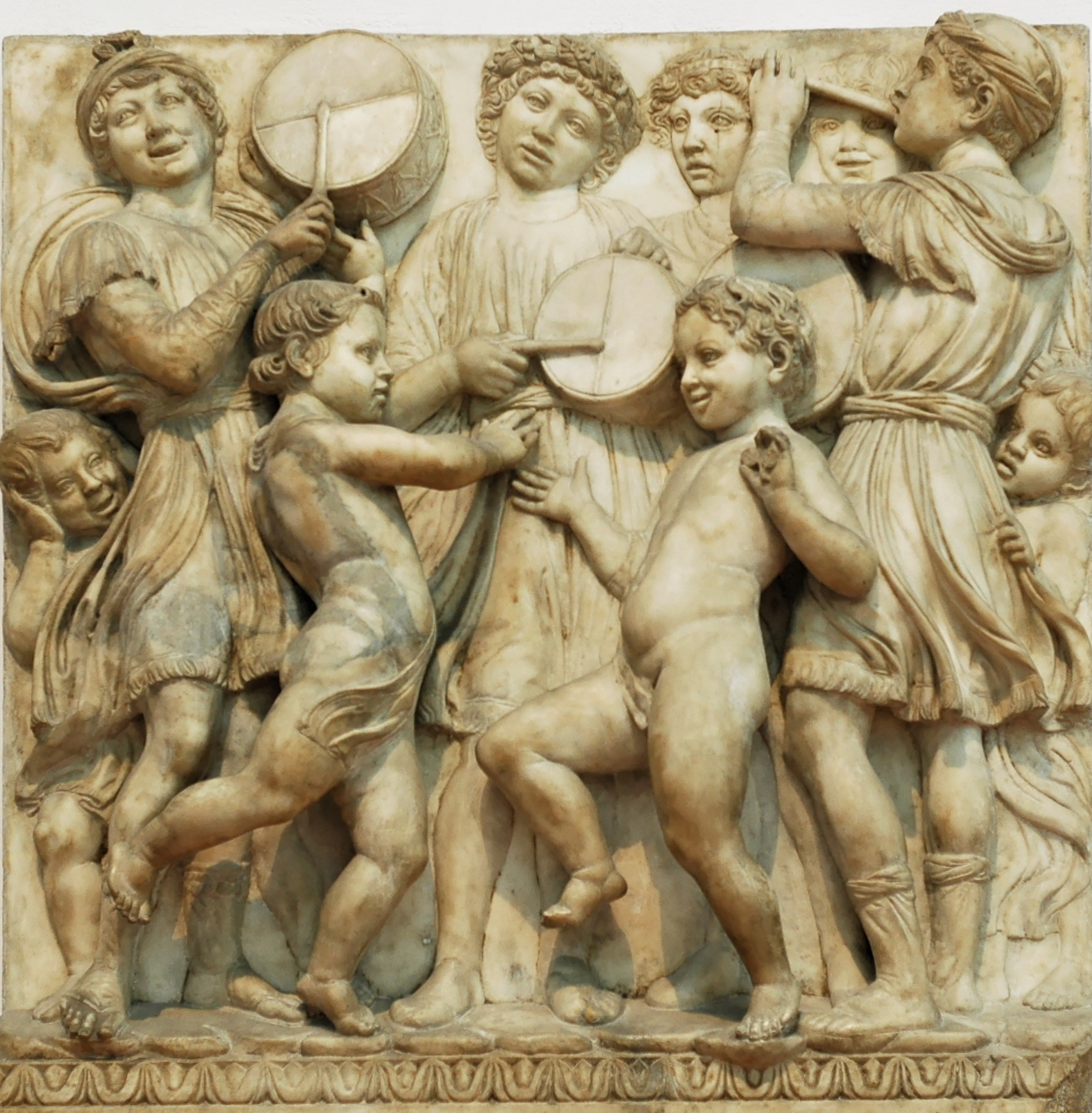
Luca della Robbia, detail van Cantoria, ca. 1438, Museo dell'Opera del Duomo in Florence
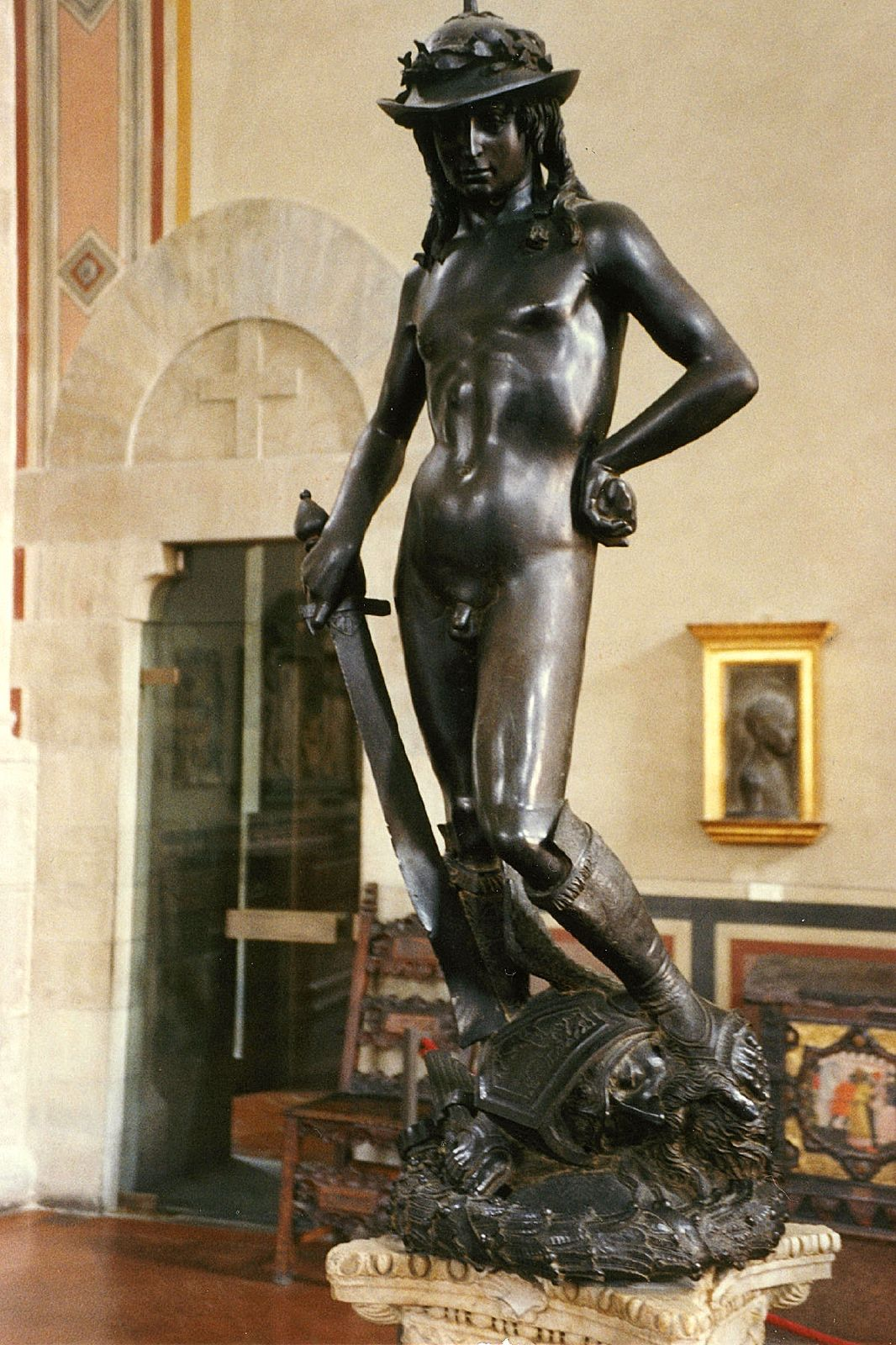
Donatello, David van Donatello ca. 1440, Bargello Museum, Florence
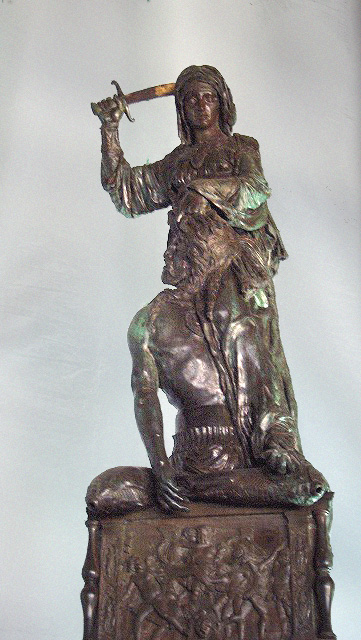
Donatello, Judith en Holofernes, ca. 1460, Palazzo Vecchio, Florence
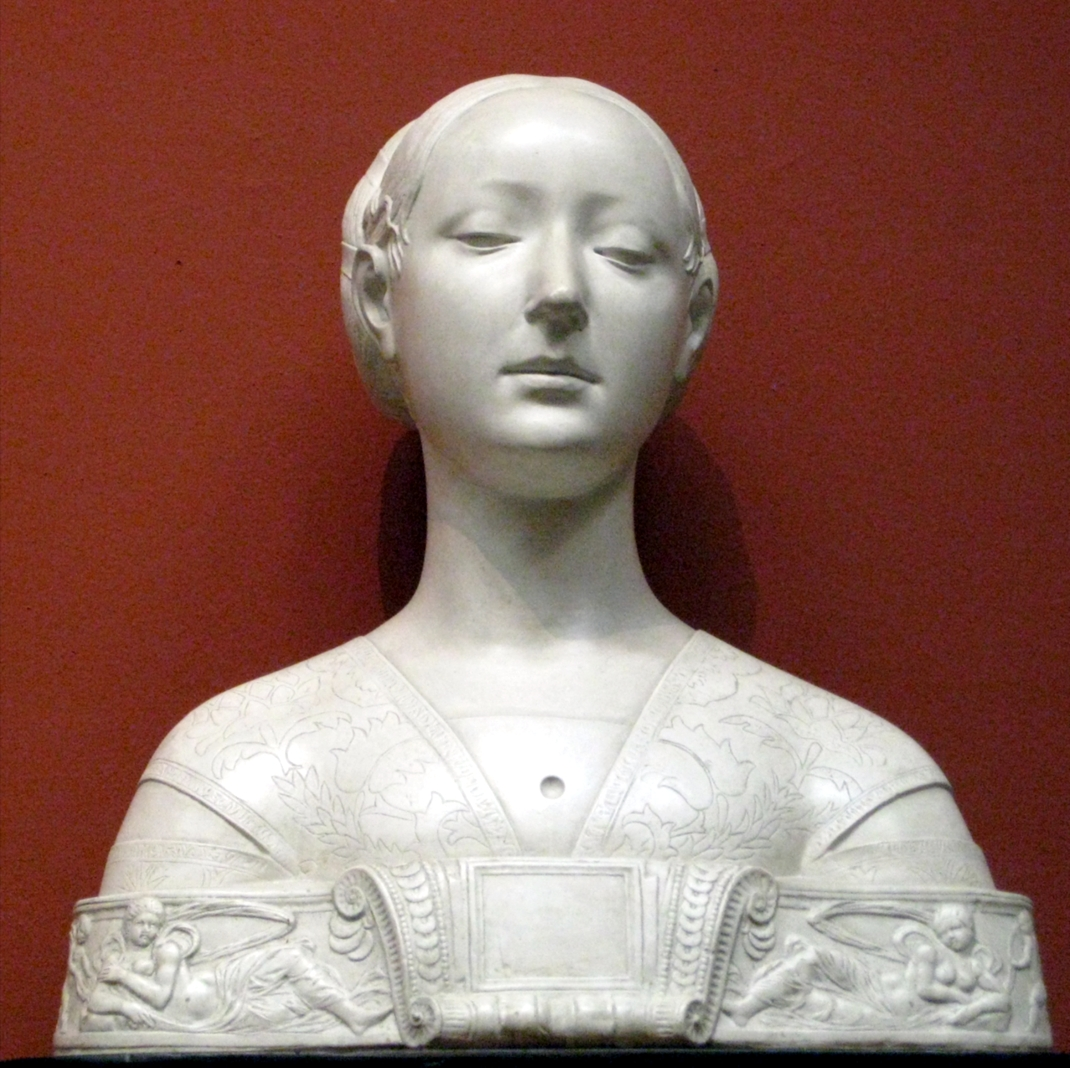
Francesco Laurana, vrouwelijke buste
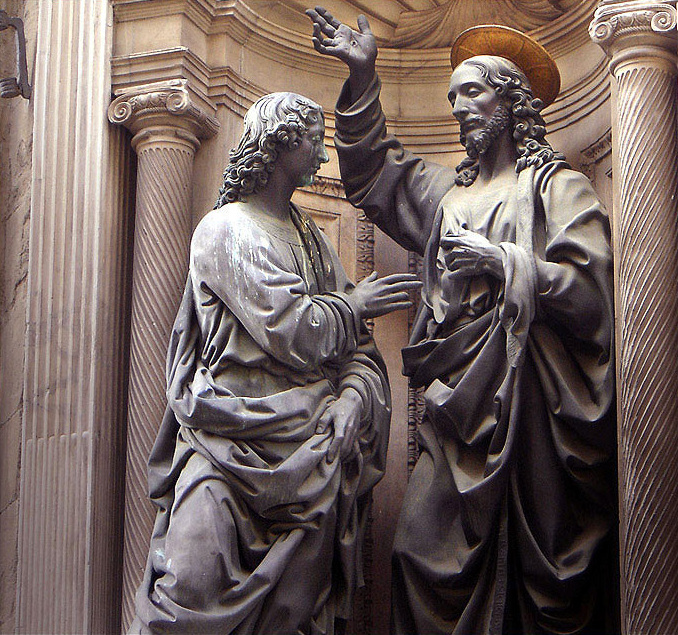
Verrocchio, Ongelovige Thomas, 1467–83, Orsanmichele, Florence
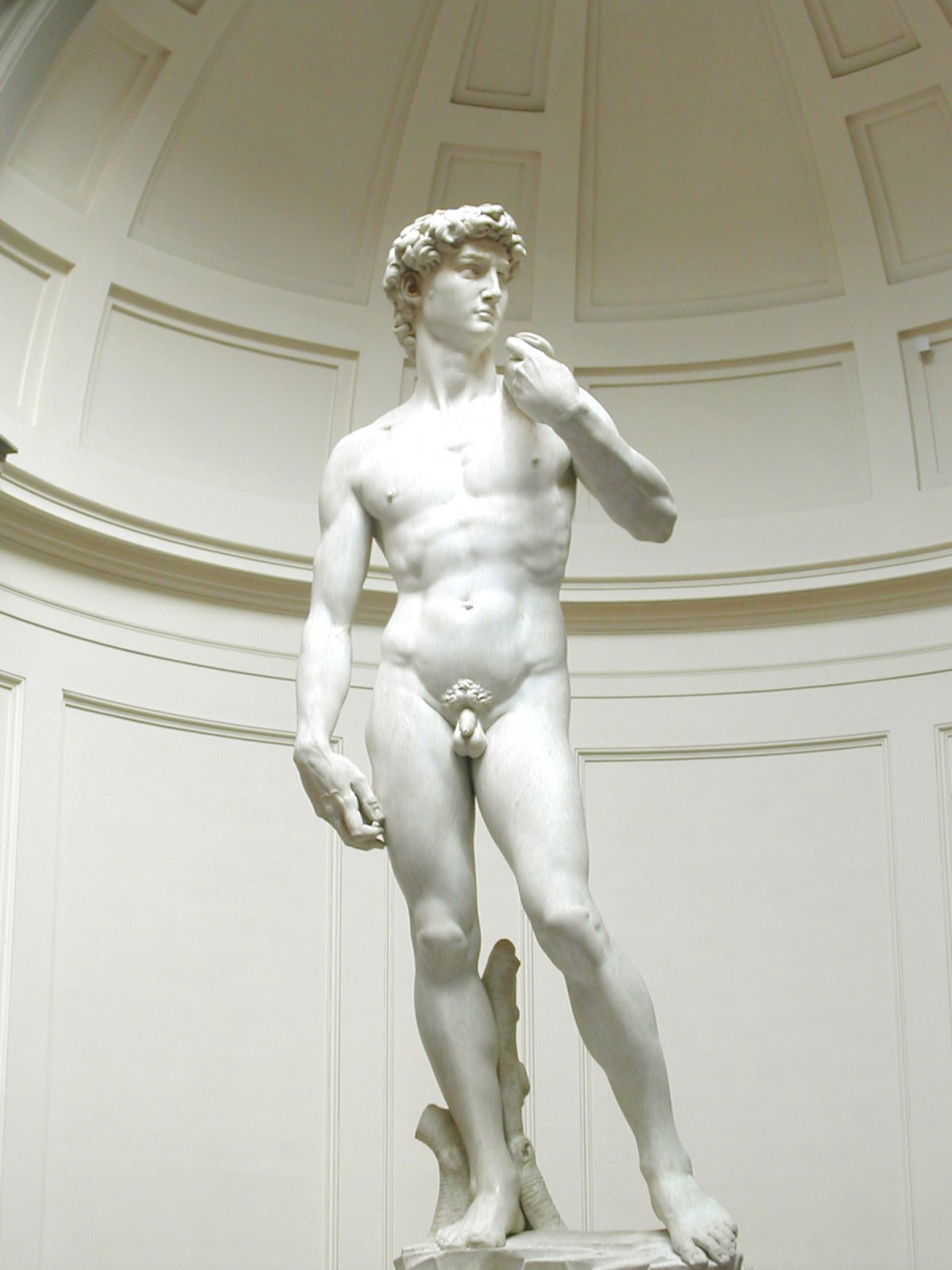
Michelangelo, David, ca. 1504, Galleria dell'Accademia, Florence
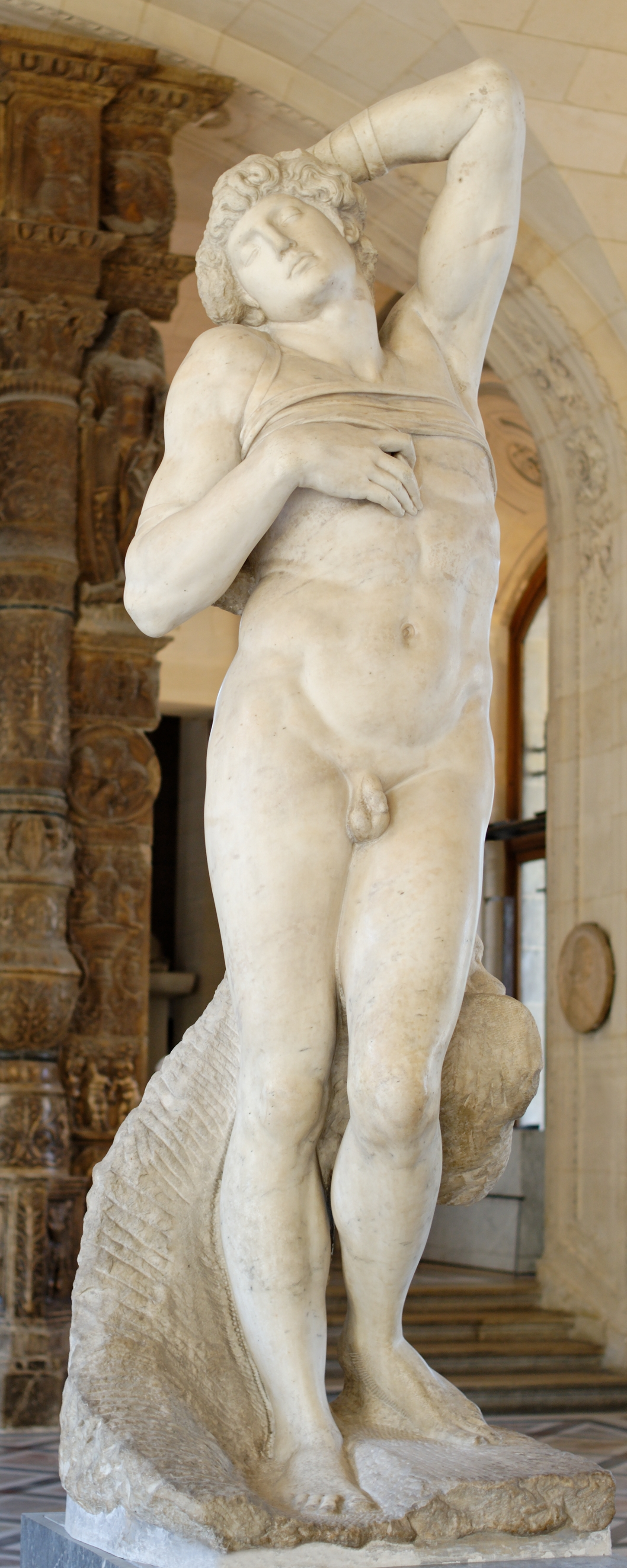
Michelangelo, Stervende slaaf, ca. 1513–1516

### Architectuur
Florence nam ook in de architectuur het voortouw. Geïnspireerd door de humanisten wilden de Florentijnse architecten hun omgeving veranderen naar het voorbeeld van de ideale stad. Kerkelijke en burgerlijke weldoeners maakten dit mogelijk. Net als de wetenschappers uit hun tijd zochten de Florentijnse bouwmeesters van de vijftiende eeuw inspiratie bij de bouwwerken van de klassieke oudheid. Filippo Brunelleschi was waarschijnlijk de eerste humanistische architect. Hij paste de klassieke theorieën toe op het Ospedale degli Innocenti (Vondelingenhuis) in Florence. Dit gebouw wordt beschouwd als het eerste renaissancistische gebouw van de stad.
In de architectuur moesten de gebouwen van de voorbije eeuwen plaatsmaken voor nieuwbouw: Constantijns hoofdkerk boven Petrus' graf werd vervangen door een nieuwe kerk. De hernieuwde belangstelling voor de vormentaal van de oudheid springt vooral in de architectuur in het oog. Men bestudeerde de verhandeling van de Romein Vitruvius en mat antieke gebouwen op om zich vertrouwd te maken met de taal van die architectuur (met vormen zoals frontons, eierlijsten, Dorische, Ionische, Korinthische zuilen; met de grammatica, de regels voor het bijeenvoegen van de onderdelen).
Behalve de al genoemde Filippo Brunelleschi werkten ook andere Italiaanse architecten in de nieuwe bouwstijl. De bekendsten zijn Donato Bramante en Andrea Palladio
Enkele voorbeelden van tijdens de renaissance gebouwde bouwwerken zijn:
- Italiaanse paleizen zoals in Venetië en Florence
- koepels van de kathedraal van Florence en de Sint-Pieter in Rome
- Remuh-synagoge in Krakow, Polen

Ook in andere landen is de renaissance-architectuur terug te zien in de vele grote Franse kastelen in de Loirevallei. Het bekendste renaissancekasteel in Frankrijk is het kasteel van Fontainebleau. In Spanje waren er invloeden vanuit de islam zoals ook te zien is in Alcazar in Sevilla, het Alhambra in Granada.
- Leon Battista Alberti (1404–1472)
- Galeazzo Alessi
- Bartolomeo Ammanati (1511–1592)
- Donato Bramante (1444–1514)
- Filippo Brunelleschi (1377–1446)
- Philibert Delorme
- Pierre Lescot
- Michelangelo Buonarroti (1475–1564)
- Hendrick de Keyser (1565-1621)
- Michelozzo (1396–1472)
- Andrea Palladio (1508–1580)
- Rafaël[15] (1483–1520)
- Antonio da Sangallo (1483–1546)
- Giuliano da Sangallo(1445–1516)
- Jacopo Sansovino (1486–1570)
- Santi Gucci (1530–1600)
- Koca Mimar Sinan Ağa (Mimar Sinan)
- Giorgio Vasari (1511–1574)
- Leonardo da Vinci (1452–1519)

### Decoratieve kunsten
Ook in de decoratieve kunsten bracht de renaissance nieuwe motieven en stijlen op de voorgrond, onder meer bij de vervaardiging van wandkleden, keramiek en bronzen beelden.
Voorwerpen in nieuwe en inventieve vormen die de pracht van de oudheid evoceerden, werden in opdracht van prinsen, kunstverzamelaars en andere patroons gemaakt. Gedurende de zestiende eeuw verspreidden deze Italiaanse stilistische innovaties zich over de rest van Europa in Frankrijk, Duitsland en Vlaanderen. Het Italiaans maniërisme veroverde vervolgens heel Europa, waarna in de verschillende landen geleidelijk de Italiaanse invloed afnam en bewust gestreefd werd naar een autonome kunstproductie. Alle vorsten van Europa lieten in opdracht wandtapijten, geglazuurd aardewerk, bronzen sculpturen en geschilderd email vervaardigen om hun kastelen en paleizen te versieren.

## Muziek
Renaissancemuziek is de Europese muziek geschreven tijdens de renaissance. In tegenstelling tot andere kunstvormen grijpt de renaissancemuziek niet terug op antieke voorbeelden, maar sluit ze aan op de muziek van de middeleeuwen. Het definiëren van het begin van dit muzikale tijdperk is daarom moeilijk, gezien musicologen pas begonnen zijn de kenmerken ervan vast te stellen. Gewoonlijk situeren ze de periode tussen circa 1400 en circa 1600. Tonale kenmerken zijn een groter gebruik van de terts – die in de middeleeuwen nog als dissonant werd gezien – en een meer uitgewerkte vocale polyfonie. Het gaat hier grotendeels om sacrale muziek, zoals de gezongen mis, het motet en het madrigaal. Instrumentale muziek staat in deze tijd nog in laag aanzien, maar neemt in de zestiende eeuw gestadig in belang toe.
Met de opkomst van de middenklasse verhuisden meer en meer mensen naar de steden, die hun vrije tijd doorbrachten met het bijwonen van toneelstukken, concerten en ander entertainment. Op scholen werd muziekonderricht gegeven, en dankzij de uitvinding van de boekdrukkunst (ca. 1450) werden bladmuziek en methodeboeken voor luit, blokfluit en gitaar ter beschikking gesteld van de bevolking. De muziek van de renaissance bouwde voort op de polyfone ontwikkelingen van de late middeleeuwen, maar was ook een reactie tegen de complexiteit van de Ars Nova. Dit nam de vorm aan van eenvoudiger, soepeler vloeiende melodieën en harmonieën, met minder nadruk op de zeer gestructureerde contrapuntische composities. Daarnaast werden er ook veel nieuwe instrumenten ontwikkeld in deze periode. Te denken valt aan de viola da gamba (de voorloper van de moderne viool), de gitaar, de harp, de blokfluit, de baroktrombone (de voorloper van de trombone), het klavecimbel en het clavichord.
Bekende componisten uit de renaissance waren:
- Giovanni Pierluigi da Palestrina
- Orlando di Lasso
- Jan Pieterszoon Sweelinck
- Adriaan Willaert
- Jacob Obrecht
- Giovanni Gabrieli
- Carlo Gesualdo
- Josquin Des Prez
- John Dowland
- William Byrd

## Dans
Tijdens de renaissance werd er een onderscheid gemaakt tussen landelijke dansen en hofdansen. Hofdansen was voor goed opgeleide dansers, terwijl andere dansen voor iedereen waren. De twee soorten (formele en vrije) dansen kwamen aan het hof voor: eerst werden hofdansen opgevoerd als schouwspel, waarna er uren door iedereen die dat wilde vrij werd gedanst. Landelijke dansen zoals de chiarantana (ook: chiaranzana) bleven gedurende lange tijd populair, in het geval van de chiarantana zelfs meer dan tweehonderd jaar.
Domenico da Piacenza (ca. 1400 – ca. 1470) was de dansmeester die aan de basis lag van de vijftiende-eeuwse danskunst in Italië. Hij werd opgevolgd door Antonio Cornazzano en Guglielmo Ebreo da Pesaro, wier werken gelijkaardige passen en dansen behandelen. Enkele bekende dansen uit die periode waren de bassadanza en de ballo:
- bassadanza: een aantal verwante dansen die tijdens de vijftiende en zestiende eeuw aan de hoven van West-Europa werden gecultiveerd, met name aan de hoven van Frankrijk en Bourgondië. De melodie bestaat uit een reeks lange noten van gelijke lengte[16]
- ballo of balletti: vrijere vorm van dansen met variërend tempo. De melodie voor de ballo bestaat uit een aantal korte gedeelten die zo vaak kunnen worden herhaald als gewenst

## Internationale politiek

Europese staten rond 1500

Tussen 1450 en 1550 onderging de politieke kaart van Europa een aantal fundamentele wijzigingen. In 1453 werd Constantinopel door de Ottomaanse Turken veroverd. Van daaruit stonden de Turken voor de poorten van Hongarije en Midden-Europa. In 1526 brachten zij bij Mohács de Hongaren een zware nederlaag toe.
De neergang van het Byzantijnse Rijk na de Vierde Kruistocht tot aan de verovering van Constantinopel door de Turken heeft ertoe geleid dat geleerden naar Italië vluchtten en hun kennis over de cultuur van de Griekse oudheid met zich meebrachten. De kennis en ideeën uit de oudheid die in het Europa van de vroege en hoge middeleeuwen zo goed als verloren was gegaan, was immers in kloosterbibliotheken in Byzantium en binnen de Arabische cultuur gedurende 1000 jaar bewaard gebleven.
Verder kwam er in 1453 een einde aan de Honderdjarige Oorlog. Spectaculair was de opkomst van de Habsburgers. Zij verwierven het grootste deel van het Bourgondische rijk, dat na 1477 uiteenviel. Italië werd het strijdtoneel van de grootmachten; in 1494 vielen de Fransen het binnen, gevolgd door de Spanjaarden. Alleen Venetië bleef in politiek opzicht een macht van betekenis. Vanaf ongeveer 1520 werd de Europese politiek gedomineerd door een bijna-permanent conflict tussen Habsburg (Spanje) en Valois (Frankrijk).

### Heilige Roomse Rijk
De Duitstalige landen, waaronder ook het grootste deel van de Lage Landen, werden in deze periode omvat door het Heilige Roomse Rijk dat feitelijk uit een groot aantal staten en staatjes bestond, die alle een grote mate van zelfstandigheid bezaten. In de eerste plaats waren er de wereldlijke vorstendommen, hertogdommen en graafschappen. De belangrijkste hiervan waren Beieren, de Palts, Saksen en Brandenburg. Daarnaast waren er de prinsbisdommen en abdijvorstendommen. Een substantieel deel van het Duitse Rijk werd door geestelijken geregeerd. Tot slot waren er de vrije rijkssteden, ongeveer vijftig in getal, zoals Hamburg, Lübeck, Keulen, Frankfort en Neurenberg. De stedelijke territoria waren doorgaans klein; de steden ontleenden hun invloed aan hun financiële en economische macht.
Het rijk was een kieskoninkrijk. In 1356 was bepaald dat de keizer voortaan door zeven keurvorsten zou worden gekozen: de aartsbisschoppen van Mainz, Trier en Keulen en vier wereldlijke vorsten, de koning van Bohemen, de Paltsgraaf aan de Rijn, de hertog van Saksen en de markgraaf van Brandenburg.
In 1440 werd Frederik van Oostenrijk, een Habsburger, tot keizer gekozen. In de volgende eeuwen kwamen alle keizers – op één uitzondering na – uit het huis Habsburg.
Onder keizer Maximiliaan I (1493–1519) werd een poging ondernomen om het bestuur van het Heilige Roomse Rijk te reorganiseren en te centraliseren. Daartoe werden de Duitse landen verdeeld in een tiental kreitsen (rijksdistricten). Verder werden een aantal nieuwe instellingen in het leven geroepen: het Rijkskamergerecht, een centraal gerechtshof, en de Hofraad, een adviserend lichaam op juridisch en staatkundig gebied. De macht in het Heilige Roomse Rijk bleef echter verdeeld tussen de keizer en de Duitse vorsten. Tegelijkertijd wist Maximiliaan met zijn uitgekiende huwelijkspolitiek de invloed van de Habsburgse dynastie aanzienlijk te vergroten.

### Frankrijk
De Franse monarchie was ontstaan vanuit een kern rondom Parijs; in de loop van enkele eeuwen hadden de Franse koningen gaandeweg het kroondomein vergroot.
Koning Lodewijk XI (1461–1483) uit het Huis Valois streefde naar een versterking van het koninklijk gezag. Struikroverij werd bestreden, het leger versterkt. De Franse monarchie was een van de machtigste van Europa: de Franse koning kon als een van de weinige vorsten belasting heffen zonder daartoe toestemming te hoeven vragen aan de standenvergadering.

### Spanje

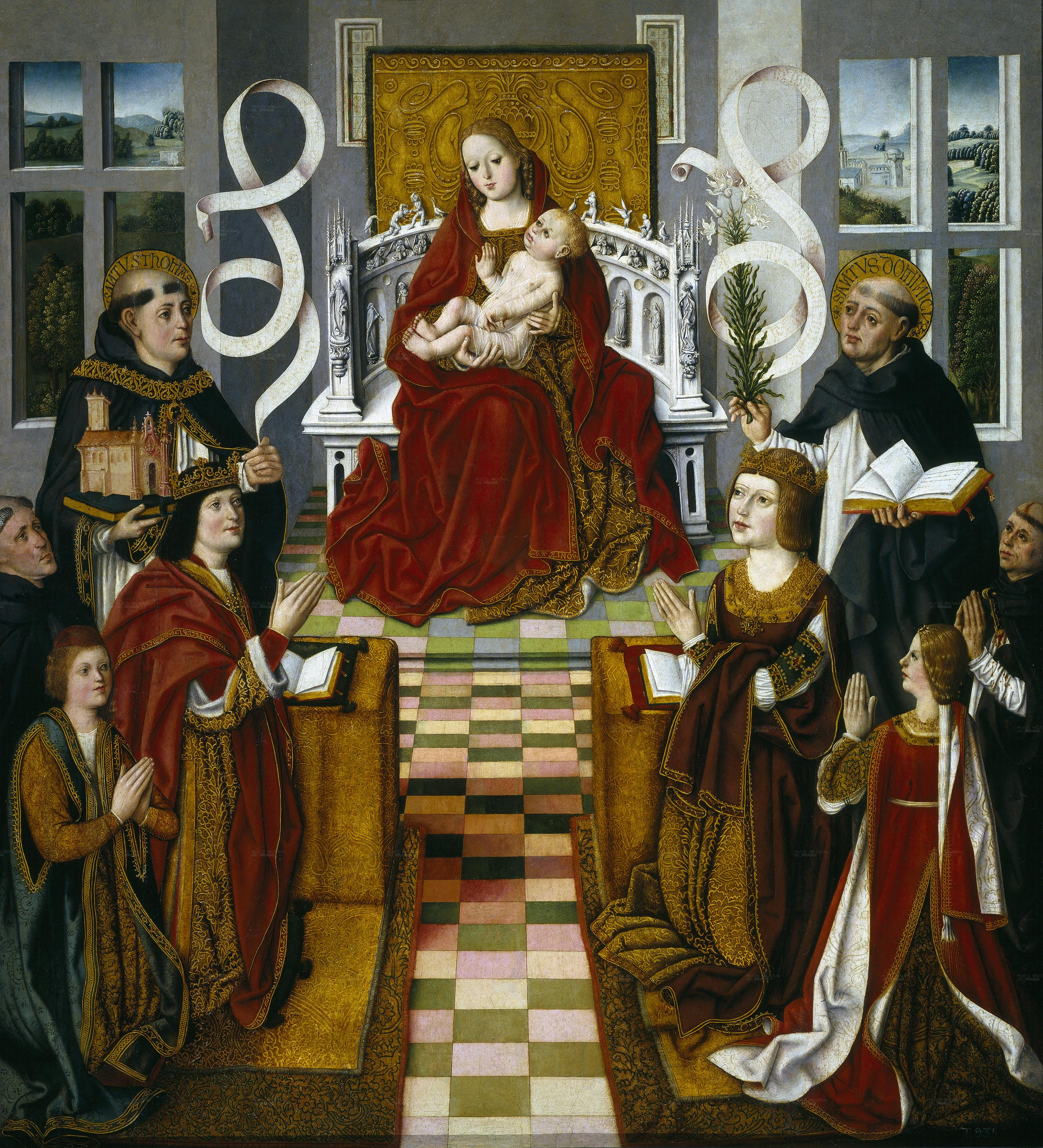
De Madonna van de katholieke koningen, door de 'Meester van de Madonna van de katholieke koningen', Prado, Madrid

Tijdens de middeleeuwen hadden er op het Iberisch Schiereiland steeds meerdere christelijke koninkrijken naast elkaar bestaan. In de vijftiende eeuw waren er nog slechts vier: Aragon, Castilië, Navarra en Portugal. In het zuiden lag het islamitische koninkrijk Granada. Dat Aragon en Castilië samengroeiden tot het koninkrijk Spanje was in belangrijke mate het gevolg van toevalligheden.
Aragon lag aan de Middellandse Zee en was daar ook in economisch opzicht op georiënteerd. In de loop van enkele eeuwen hadden zijn heersers de Balearen, Sardinië, Sicilië en ten slotte ook het koninkrijk Napels verworven. In Catalonië werd Catalaans gesproken, een taal die aanzienlijk verschilt van het Castiliaans waaruit het Spaans is ontstaan. Castilië was aanzienlijk groter; als gevolg van de ontdekkingsreizen verwierf het uitgestrekte gebieden in Amerika.
Spanje dankt zijn ontstaan aan het huwelijk van Ferdinand van Aragon en Isabella van Castilië in 1469. De aldus verbonden koninkrijken bezaten echter geen gezamenlijke politieke of juridische instellingen. De Inquisitie was de enige gemeenschappelijke instelling.
De heersers werkten nauw samen met de Kerk. Spanjaarden ontleenden hun identiteit aan het christelijk geloof. De geschiedenis van de Spaanse koninkrijken was in belangrijke mate bepaald door de eeuwenlange strijd tegen de moslims. In 1492 veroverden de christenen hun laatste bolwerk, het koninkrijk Granada. Ook nadien zetten de christenen hun expansieve politiek voort: vrijwel onmiddellijk na de val van Granada vielen zij Noord-Afrika binnen.
Ook de ontdekkingsreizen waren in vele opzichten een voortzetting van deze kruistocht tegen de 'ongelovigen'. De indianen in de Nieuwe Wereld werden onder dwang bekeerd tot het christelijk geloof.
Eeuwenlang was een substantieel deel van de Spaanse bevolking joods of islamitisch geweest. Na 1492 was er voor niet-christenen geen plaats meer. Vele joden en moslims gingen over tot het christendom om verdrijving te voorkomen. De nakomelingen van joden en moslims werden echter in hoge mate gewantrouwd; men beschouwde hen veelal als schijnchristenen. Deze Conversos (christenen van Joodse komaf) en Morisken (christenen van islamitische komaf) werden daarom vervolgd; de Inquisitie speelde hierbij een actieve rol. Slechts door overdadige uiterlijke vroomheid kon men zich aan vervolging onttrekken.
Nog veel sterker dan andere Europese volkeren identificeerden Spanjaarden zich met het katholicisme. Deze geloofsijver bepaalde in hoge mate de Spaanse politiek gedurende de zestiende eeuw.

### Engeland
In Engeland maakte Hendrik VII (1485–1509) zich met geweld meester van de macht. Daarmee kwam een einde aan de Rozenoorlogen. Dit was vooral een conflict tussen verschillende facties binnen de hoge adel geweest. Al met al was de macht van de adel ten gevolge van het conflict verzwakt, terwijl de macht van de koning was toegenomen.
Het Huis Tudor zou tot 1603 in Engeland regeren.

### Karel V
De machtigste heerser van de renaissance was keizer Karel V, de opvolger en kleinzoon van Maximiliaan van Oostenrijk. Als Karel I was hij de eerste koning van Spanje. Van ieder van zijn vier grootouders erfde hij uitgestrekte gebieden. Hij regeerde over de Oostenrijkse erflanden, de Nederlanden en de Franche-Comté, over de Spaanse koninkrijken Castilië en Aragon, de Spaanse koloniën in Amerika en delen van Italië. In 1519 werd Karel V tot keizer gekozen. Sinds Karel de Grote had in West-Europa geen vorst over een rijk van een dergelijke omvang geregeerd. Met de Amerikaanse gebieden erbij geteld was de oppervlakte zelfs te vergelijken met het Romeinse Rijk. Na de nederlaag bij Mohács besloten de parlementen van Hongarije en Bohemen het koningschap aan te bieden aan Karels jongere broer Ferdinand. Dit mocht overigens niet baten: het grootste deel van het koninkrijk Hongarije werd veroverd door de Turkse sultan Süleyman I. Ten gevolge van deze gebeurtenissen namen de macht en invloed van de Habsburgers in Midden-Europa aanzienlijk toe.

## Overzicht van de belangrijkste Europese staten rond 1500
| Belangrijkste Europese staten rond 1500     | Belangrijkste Europese staten rond 1500 | Belangrijkste Europese staten rond 1500        | Belangrijkste Europese staten rond 1500                                               | Belangrijkste Europese staten rond 1500 |
| Naam                                        | Politieke structuur                     | Bevolkingsaantal                               | Belangrijke steden                                                                    | Opmerkingen |
| ------------------------------------------- | --------------------------------------- | ---------------------------------------------- | ------------------------------------------------------------------------------------- | --- |
| Ottomaanse Rijk                             | erfelijk sultanaat                      | ~5,5 miljoen in het Europese deel van het rijk | Constantinopel, Adrianopel, Skopje, Thessaloniki, Athene                              | Het grondgebied van het rijk in Europa was ongeveer even groot als dat in Azië                                                                    |
| Kanaat van de Krim                          | erfelijk kanaat                         | ?                                              |                                                                                       | Een vazalstaat van het Ottomaanse Rijk |
| Grootvorstendom Moskou                      | erfelijk grootvorstendom                | ~9 miljoen (zeer onzeker)                      | Pskov, Novgorod, Moskou                                                               | In deze periode maakten de vorsten van Moskou zich meester van Novgorod, Tver, Vjatka, Pskov en Rjazan                                            |
| Moldavië                                    |                                         | ?                                              |                                                                                       | In naam onafhankelijk; feitelijk bij toerbeurt geregeerd door de Turkse, Hongaarse en Poolse buurstaten                                           |
| Walachije                                   |                                         | ?                                              | Târgovişte                                                                            | Schatplichtig aan het Ottomaanse Rijk; feitelijk geregeerd door de Turken                                                                         |
| Litouwen                                    | grootvorstendom                         | ?                                              | Smolensk                                                                              | Conflict over de oostgrens met Rusland; geregeerd door en in personele unie met Polen                                                             |
| Polen                                       | kieskoninkrijk                          | ~9 miljoen                                     |                                                                                       | |
| Hongarije                                   | kieskoninkrijk                          | ?                                              |                                                                                       | |
| Bohemen                                     | kieskoninkrijk                          | ?                                              | Praag                                                                                 | |
| Duitse Rijk                                 | kieskoninkrijk                          | ~12 miljoen                                    | Neurenberg (vrije rijksstad), Keulen (vrije rijksstad), Wenen, Metz (vrije rijksstad) | Het belangrijkste deel van het Heilige Roomse Rijk, in naam geregeerd door de Duitse keizer; feitelijk een verzameling semi-onafhankelijke staten |
| Bourgondische Nederlanden                   | aantal vorstendommen onder één dynastie | ~6 miljoen                                     | Brugge, Gent, Antwerpen                                                               | Ontstaan uit Franse lenen; in naam een deel van het Heilige Roomse Rijk; verbonden met de Franche-Comté                                           |
| Zwitserland                                 | federatie van 11 kantons                | ~750.000                                       |                                                                                       | In naam een deel van het Heilige Roomse Rijk; de facto onafhankelijk                                                                              |
| Duitse Ordestaat en Lijflandse Confederatie | Theocratieën                            | ?                                              | Mariënburg, Riga, Reval                                                               | Pauselijke vazalstaten |
| Noorwegen                                   | kieskoninkrijk                          | ?                                              |                                                                                       | Sinds de Unie van Kalmar (1397) waren de Scandinavische koninkrijken met elkaar verbonden; feitelijk volgde Noorwegen een eigen koers             |
| Zweden                                      | kieskoninkrijk                          | ~800.000                                       |                                                                                       | Op grond van de Unie van Kalmar (1397) verbonden met Denemarken; intern conflict tussen een pro-Deense en anti-Deense partij                      |
| Denemarken                                  | kieskoninkrijk                          | ?                                              |                                                                                       | In economisch opzicht de sterkste van de Scandinavische koninkrijken; beheerste de Sont                                                           |
| Venetië                                     | republiek                               | ~1,5 miljoen                                   | Venetië, Brescia, Verona                                                              | Venetië bezat een uitgestrekt overzees rijk, dat een deel van Dalmatië, Korfoe, Kreta, Cyprus en delen van zuidelijk Griekenland omvatte          |
| Milaan                                      | hertogdom                               | ~1,25 miljoen                                  | Milaan, Cremona                                                                       | |
| Florence                                    | republiek                               | ~750.000                                       | Florence                                                                              | |
| Kerkelijke Staat                            | geestelijk vorstendom                   | ~2 miljoen                                     | Bologna, Rome                                                                         | Geregeerd door de paus, het gekozen hoofd van de katholieke Kerk                                                                                  |
| Napels                                      | erfelijke monarchie                     | ~2 miljoen                                     | Napels                                                                                | |
| Genua                                       | republiek                               | ?                                              | Genua                                                                                 | Genua oefende een beperkt gezag uit op Corsica |
| Lucca                                       | republiek                               | ?                                              |                                                                                       | |
| Siena                                       | republiek                               | ?                                              |                                                                                       | |
| Ferrara                                     | hertogdom                               | ?                                              | Ferrara                                                                               | |
| Modena                                      | hertogdom                               | ?                                              |                                                                                       | |
| Savoye                                      | hertogdom                               | ?                                              |                                                                                       | |
| Urbino                                      | hertogdom                               | ?                                              |                                                                                       | |
| Mantua                                      | markgraafschap                          | ?                                              |                                                                                       | |
| Sicilië                                     | erfelijke monarchie                     | ?                                              | Palermo                                                                               | Verbonden met de kroon van Aragon |
| Aragon                                      | erfelijke monarchie                     | ~1 miljoen                                     | Valencia                                                                              | Sinds 1479 werden Aragon en Castilië gezamenlijk geregeerd                                                                                        |
| Castilië                                    | erfelijke monarchie                     | ~6,5 miljoen                                   | Granada, Sevilla, Valladolid, Toledo                                                  | Sinds 1479 werden Aragon en Castilië gezamenlijk geregeerd                                                                                        |
| Portugal                                    | erfelijke monarchie                     | ~1 miljoen                                     | Lissabon                                                                              | |
| Navarra                                     | erfelijke monarchie                     | ?                                              |                                                                                       | |
| Frankrijk                                   | erfelijke monarchie                     | ~16 miljoen                                    | Parijs, Lyon, Rouen, Tours, Marseille, Toulouse                                       | |
| Engeland                                    | erfelijke monarchie                     | ~3 miljoen                                     | Londen                                                                                | |
| Schotland                                   |                                         | ?                                              |                                                                                       | |